# Stiftskirche zur Alten Kapelle

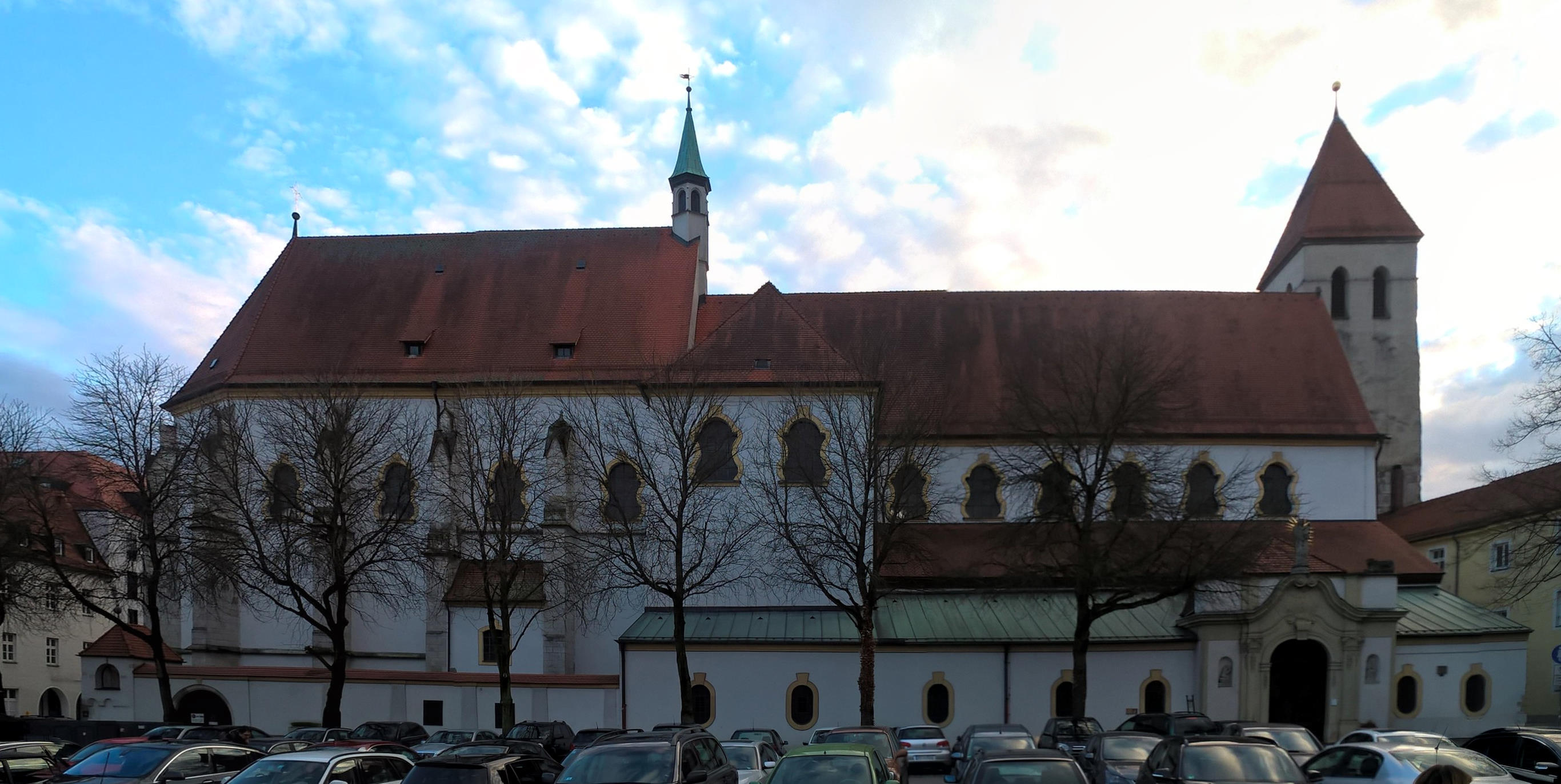
Außenansicht der Stiftskirche zur Alten Kapelle von Norden

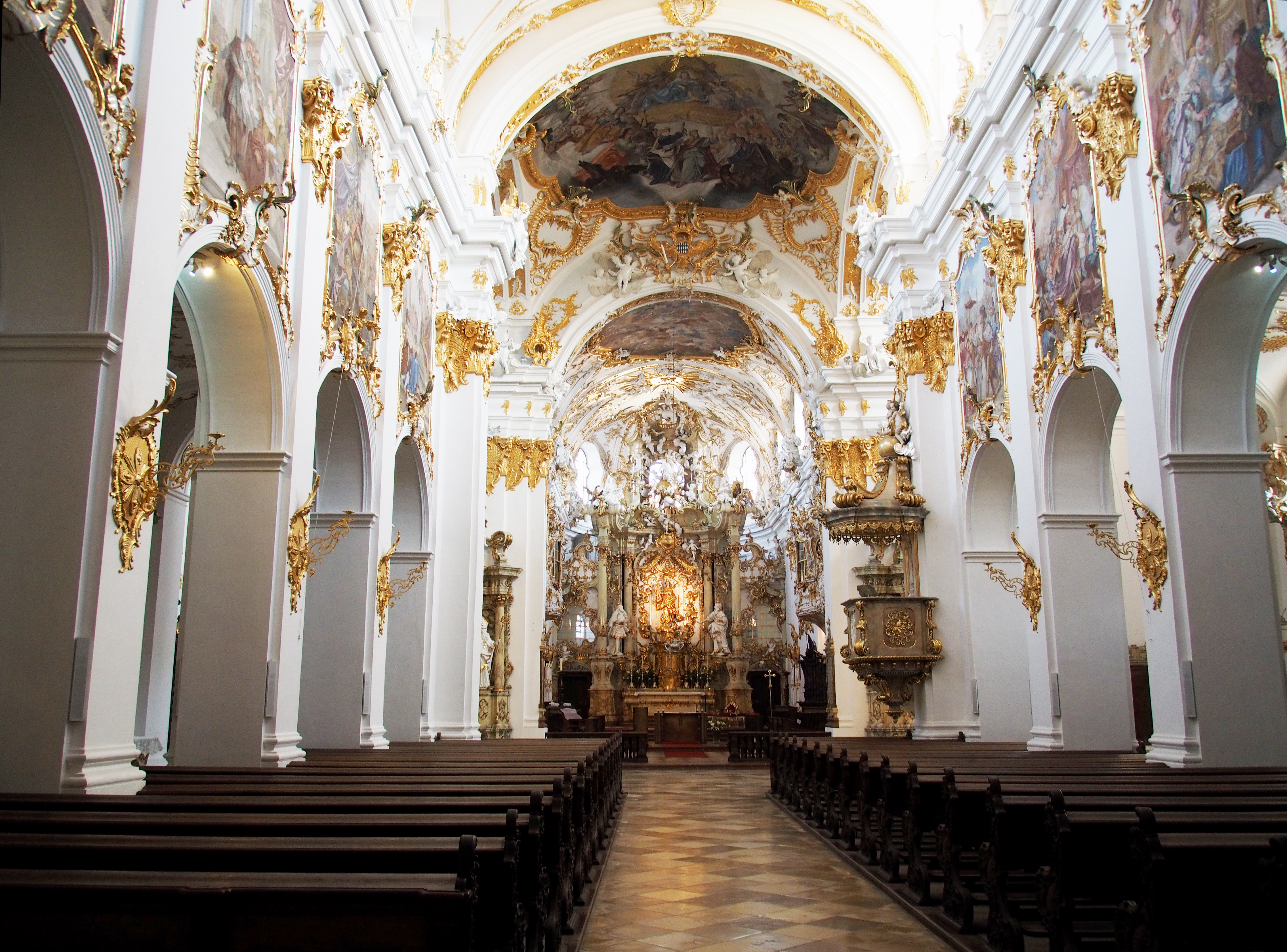
Innenraum

Die römisch-katholische Stiftskirche Unserer Lieben Frau zur Alten Kapelle (kurz: Stiftskirche zur Alten Kapelle oder Alte Kapelle) am Alten Kornmarkt in Regensburg ist die Hauptkirche des Kollegiatstifts Unserer Lieben Frau zur Alten Kapelle, des ältesten noch bestehenden Kollegiatstifts in Bayern, und die älteste Kirche Regensburgs. Kunstgeschichtlich gesehen gilt sie als eine der bedeutendsten Rokokokirchen Bayerns. Legenden zufolge soll sie außerdem die älteste Kirche und damit die Mutterkirche Bayerns sein, von der die Christianisierung des Landes ausging, und an der Stelle eines römischen Juno-Tempels stehen. Die heutige Bausubstanz geht im Kern auf die ottonische Zeit zurück, als das Kollegiatstift im Jahr 1002 von Heinrich II. und seiner Gemahlin Kunigunde gegründet wurde. Der überhöhte Chor entstand dagegen erst Mitte des 15. Jahrhunderts und ist im spätgotischen Stil ausgeführt. Im Innenraum dominiert nach einer durchgreifenden Umgestaltung in der zweiten Hälfte des 18. Jahrhunderts der Rokokostil.

## Geschichte

### Legendäre Vorgeschichte der Alten Kapelle
Legenden zufolge soll die Stiftskirche auf eine Pfalzkapelle der seit dem 6. Jahrhundert in Regensburg residierenden Agilolfinger zurückgehen. Diese soll wiederum an der Stelle eines römischen Juno-Tempels errichtet worden sein, den angeblich Bischof Rupert von Salzburg in ein Marienheiligtum umgewandelt hat. Diese Keimzelle der Alten Kapelle, im Spätmittelalter von einem Chronisten als chlain Altenchapelle zu Altenchapelle bezeichnet, soll der Überlieferung nach die heutige Marienvermähl-Kapelle in der Nordwestecke des heutigen Baus sein. Dort soll, so die Legende weiter, der Agilolfingerherzog Theodo II. von Rupert getauft worden sein. Außerdem soll von hier aus die Christianisierung Bayerns ihren Lauf genommen haben. Dies veranlasste den besagten spätmittelalterlichen Chronisten zu der Aussage, dass die Alte Kapelle ein anvankch ist aller gotz häuser in Bayrn. All das ist aber weder urkundlich noch baugeschichtlich nachweisbar, sondern muss nach heutigem Kenntnisstand der mündlichen Tradition und der Legende zugeschrieben werden.

### Gründung durch König Ludwig dem Deutschen und Verfall
Zum ersten Mal trat die Alte Kapelle im Jahr 875 aus dem Dunkel der Geschichte. König Ludwig der Deutsche, der von 826 bis 876 von Regensburg aus regierte, bezeichnete sich damals in einer Schenkungsurkunde als Erbauer der Kirche zu Ehren Mariens und als Errichter eines Kollegiatstifts. Für den Bau der Kirche, bereits damals als dreischiffige Basilika angelegt, seien Steine der römischen Stadtmauer von Castra Regina verwendet worden. Wegen deren Bedeutung als Stadtbefestigung wird heute davon ausgegangen, dass Teile anderer römischer Ruinen neue Verwendung fanden. Dazu zählen auch Inschriftensteine römischer Gräber. Auf weitere römische Quader stieß man bei Renovierungsarbeiten der Nachkriegszeit und 1997. Sie sind heute teilweise an der westlichen Außenwand noch sichtbar. Ob bereits früher an dieser Stelle eine Kirche existierte, geht aus der Schenkungsurkunde jedoch nicht hervor. Die Angaben lassen eher darauf schließen, dass Ludwig die Königspfalz, die sich zuvor im Bereich des späteren Niedermünsterstifts (also in der Nordostecke des römischen Legionslagers) befand, erst zu dieser Zeit an den Alten Kornmarkt verlegen ließ.
Die von König Ludwig erbaute Kirche könnte der Nachfolgebau einer noch älteren, in das sechste Jahrhundert zurückreichenden Kirche sein. Die Kirche und das angegliederte Stift bildeten das geistliche Zentrum des Königshofes.
Da Arnulf, der Nachfolger Ludwigs, die Königspfalz im Jahr 887 in unmittelbare Nähe des Klosters St. Emmeram verlegte, löste sich das Kollegiatstift schnell wieder auf und der Baukomplex wurde sich selbst überlassen. Im Jahr 967 ist in einer Urkunde erstmals die Rede von der antiqua capella (lat. „Alte Kapelle“), da der Kirchenbau zur damaligen Zeit zusehends verfiel.

### Wiedergründung durch König Heinrich II.
Im Jahr 1002 gründete der später heiliggesprochene römisch-deutsche König Heinrich II. kurz nach seinem Regierungsantritt das Kollegiatstift erneut und ließ in den Jahren 1002 bis 1004 die Alte Kapelle unter Beibehaltung des bestehenden Grundrisses grundlegend umbauen. Die Bezeichnung matrem ecclesiam (lat. „Mutterkirche“), die sich in der Gründungsurkunde findet, lässt auf die Bedeutung schließen, die Heinrich seiner Pfalzkapelle beimaß. Im Jahr 1009 übereignete er Kollegiatstift und Kirche dem von ihm neu gegründeten Bistum Bamberg, bei dem das Stift bis zur Säkularisation verblieb. Stiftspropst der Alten Kapelle war bis auf wenige Ausnahmen stets ein Bamberger Domherr, während sich das Stiftskapitel in Regensburg unter der Leitung eines Dekans weitgehend selbstständig verwaltete.

### Umbauten vom 12. bis zum 17. Jahrhundert
Bei den Regensburger Stadtbränden in den Jahren 1152 und 1176, denen der karolingische Dom zum Opfer fiel, wurde auch die Stiftskirche beschädigt. Wahrscheinlich beim Wiederaufbau nach einem der Brände wurde das inzwischen überflüssig gewordene Westwerk abgebrochen. Von diesem stammt auch der südliche, heute freistehende Turm, der im 12. und 13. Jahrhundert insgesamt dreimal aufgestockt wurde. Außerdem entstanden im hohen und späten Mittelalter mehrere Kapellenanbauten rund um den basilikalen Bau. Außerdem lag zu dieser Zeit im Südosten der Kirche ein Beinhaus, ein sogenannter Karner, dessen Untergeschoss sich unter der heutigen Sakristei erhalten hat und bei Renovierungsarbeiten im Jahr 1993 entdeckt wurde.
Zwischen 1441 und 1452 ersetzte der Baumeister Hans Engel die zu klein und baufällig gewordene Apsis sowie den Karner durch einen gegenüber Lang- und Querhaus deutlich überhöhten, spätgotischen Chor, der nunmehr nahezu die Abmessungen des Langhausmittelschiffs besitzt. Sowohl dieser gotische Hochchor wie auch das Langhaus der ottonischen Basilika sind noch heute in der Außenansicht deutlich erkennbar. Von der reichen Barockausstattung aus dem 17. Jahrhundert, die unter anderem eine Kassettendecke und zahlreiche, reich verzierte Altäre umfasste, ist bis auf wenige Einzelstücke und die Stuckaturen in der Gnadenkapelle dagegen nichts mehr erhalten.

### Rokoko-Überformung im 18. Jahrhundert
Der heutige Eindruck der Stiftskirche wird stark von der Rokoko-Überformung des 18. Jahrhunderts geprägt. Unter dem tatkräftigen Stiftsdekan Johann Michael Franz Velhorn (Amtszeit 1746–1782) erfolgte ab 1747 die Umgestaltung zur bedeutendsten Rokokokirche Bayerns nach der Wieskirche. In Lang- und Querhaus wurden Schalgewölbe aus Holz eingezogen. Die im Außenputz teilweise noch erkennbaren mittelalterlichen Fenster wurden durch zeittypische Bassgeigenfenster ersetzt. Zwischen 1750 und 1752 entstanden die aufwändigen Stuckaturen in Lang- und Querhaus durch den Wessobrunner Meister Anton Landes, 1752/53 die zahlreichen Fresken durch den Augsburger Maler Christoph Thomas Scheffler. Dadurch war die Erneuerung von Lang- und Querhaus im Jahr 1754, also pünktlich zum 750. Jahrtag der Wiederherstellung der Kirche abgeschlossen. In den Jahren 1761 bis 1765 erfolgte dann auch eine durchgreifende Umgestaltung des Chorraums durch Anton Landes und den ebenfalls aus Augsburg stammenden Maler Gottfried Bernhard Göz. In der Folgezeit schuf der Regensburger Bildhauer Simon Sorg die Altäre, das Chorgestühl, die Oratorienbekrönungen und zahlreiche weitere Ausstattungsstücke. Mit der Errichtung der Barockorgel durch Andreas Weiß in den Jahren 1791 bis 1797 wurde die Umgestaltung der Kirche nach insgesamt 50 Jahren abgeschlossen.
Durch die Renovierung wollte das Kollegiatstift zur Alten Kapelle auch seine Eigenständigkeit dem mächtigen Domstift und dem Bischof zu demonstrieren. Bis heute ist der Spruch überliefert: „St. Peter (Dom) ist der Mächtige, die Kapelle die Prächtige“. Auch das Gnadenbild sollte den hohen Rang des Stiftkapitels unterstreichen. Bei den Restaurierungsmaßnahmen des 18. Jahrhunderts gingen allerdings fast alle mittelalterlichen Bauelemente verloren. Nur das romanische Südportal, durch das man – von der Gnadenkapelle her kommend – den Kirchenraum betritt, blieb erhalten.

### Restaurierungsmaßnahmen vom 19. bis zum 21. Jahrhundert
Der einheitliche Gesamtraum im Stile des Rokoko blieb – abgesehen von kleineren Instandsetzungsmaßnahmen – bis Ende des 19. Jahrhunderts erhalten. In den Jahren 1886 bis 1888 sollte dann aber, dem Zeitgeschmack entsprechend, eine Umgestaltung des gesamten Innenraumes vollzogen werden, welche die mittelalterlichen Wurzeln der Kirche wieder stärker zur Geltung hätte bringen sollen. Aus finanziellen Gründen wurde es allerdings bei weniger gravierenden Maßnahmen belassen: Decke, Wände und Altäre übermalte man mit dunklen Ölfarben und auch die Fresken wurden durch Teilübermalung abgedunkelt.
Erst ab Anfang des 20. Jahrhunderts wuchs die Wertschätzung für die Kunstfertigkeit des Rokoko spürbar. Die Alte Kapelle sollte dementsprechend ihre einstige Pracht zurückerhalten. Danach wurde im Jahr 1936 eine neuerliche Innenrenovierung durchgeführt mit dem Ziel, die Maßnahmen von 1886/88 weitgehend ungeschehen zu machen. Die stumpfen Ölfarbenanstriche an Wänden, Altären und Fresken wurden beinahe vollständig abgebeizt. Allerdings wurden aufgrund der unsachgemäßen Arbeitsweise auch die darunterliegende Farbschicht des 18. Jahrhunderts weitgehend zerstört. Erhalten blieben lediglich Reste der Vergoldungen. Anschließend wurde die Kirche mit Kalkfarben neu ausgemalt, ohne sich jedoch allzu genau an die Vorlage der Rokokozeit zu halten. So entstand zwar das Abbild eines für das 18. Jahrhundert typischen Kirchenraumes, der aber nicht dem Originalzustand der Alten Kapelle entsprach.
Im Jahr 1944, also bei Kampfhandlungen des Zweiten Weltkriegs, wurde das nördliche Querhaus der Stiftskirche durch einen Bombentreffer schwer beschädigt. 1964 erhob Papst Paul VI. die Alte Kapelle aufgrund ihrer langen, ununterbrochenen Tradition als Kollegiatstiftskirche und ihrer vermeintlichen Bedeutung als „Mutterkirche“ für die Christianisierung Bayerns zur „Basilica minor“.
Durch die nur notdürftig behobenen Kriegsschäden und ungünstige Witterungseinflüsse war 1990 eine neuerliche Sanierung dringend erforderlich. Bis 1992 erfolgte zunächst eine Außenrenovierung. Daran schloss sich eine ungleich schwierigere Innenrenovierung an, die erneut auf eine Wiederherstellung des Gesamteindrucks nach der Rokoko-Überformung im 18. Jahrhundert abzielte. Anhand der spärlichen Reste der Rokoko-Fassung und mit großem Sachverstand konnte dieses Vorhaben bis zur Tausendjahrfeier des Kollegiatstift im Jahr 2002 weitgehend abgeschlossen werden. Restarbeiten erfolgten im Jahr 2003.
Drei Jahre später erhielt die Alte Kapelle eine neue Orgel, die von der Schweizer Firma Mathis Orgelbau aus Näfels. Das neue Werk, das sich an der barocken Disposition von Andreas Weiß orientiert, wurde in das klassizistische Gehäuse von 1797 eingefügt. Am 13. September 2006 erfolgte die Orgelweihe durch Papst Benedikt XVI. im Rahmen seines Pastoralbesuchs in der bayerischen Heimat. Daher wird die Orgel heute als Papst-Benedikt-Orgel bezeichnet.

## Architektur

### Städtebauliche Einbettung
Die Stiftskirche zur Alten Kapelle bildet städtebaulich den südlichen Abschluss des Alten Kornmarktes und befindet sich in unmittelbarer Nachbarschaft zum Herzogshof (westlich) und zur Karmelitenkirche St. Josef (östlich). Ungewöhnlicherweise besaß die Kirche bereits im Mittelalter diese freie Lage und war nicht in die engen Häuserzeilen der Stadt eingebunden.

### Außenbau

Nördliche Ummauerung des Kirchenbezirks

Aus der äußeren Gestalt der Kirche ist deutlich die Baugeschichte abzulesen. Die dreischiffige Basilika zu sechs Jochen mit östlichem Querhaus bildet den typischen T-förmigen Grundriss karolingischer Kirchenbauten, sie geht also noch auf den Bau Ludwigs des Deutschen aus der zweiten Hälfte des 9. Jahrhunderts zurück. Bei der Wiederherstellung unter Heinrich II. wurde dieser Grundriss beibehalten. Von dem für frühmittelalterliche Kirchenbauten charakteristischen Westwerk mit Königsempore und Doppelturmfassade ist nur noch der südliche Turm erhalten. Dieser bildet heute also einen sogenannten Campanile, einen freistehenden Kirchturm, der aber im Falle der Alten Kapelle mittels Bogenbrücke an das Langhaus angebunden ist. Mit seiner einfachen Baugestalt, dem weitgehend ungegliederten Aufbau und dem niedrigen Pyramidendach hebt er sich deutlich am übrigen Kirchenbau ab.
Für die einstmalige Existenz eines Westwerks sprechen neben dem freistehenden Turm noch einige weitere bauliche Merkmale: Das westliche Langhausjoch ist beispielsweise breiter als die fünf übrigen Joche. Außerdem waren die auf der Nord- und Südseite an dieses Joch angrenzenden Kapellen ursprünglich doppelgeschossig ausgeführt. Während die nördliche Marienvermähl-Kapelle heute kein Obergeschoss mehr besitzt, ist dieses bei der südlichen Gnadenkapelle noch erhalten. Auch die Tatsache, dass der Mauerkern der unteren Turmgeschosse nachträglich mit römischen Quadern ummauert wurde, die möglicherweise vom abgetragenen Westwerk stammen, spricht für diese Annahme.
An den bereits in karolingischer Zeit angelegten Bau schließt östlich der spätgotische Chor an, der Mitte des 15. Jahrhunderts entstand. Dieser ist gegenüber Lang- und Querhaus deutlich überhöht und sogar breiter als das Langhausmittelschiff ausgeführt. An der Schnittstelle zum Querhaus wird das Satteldach des Presbyteriums durch einen Dachreiter bekrönt. Es umfasst vier Joche und schließt in drei Seiten des Sechsecks. Die Jochgliederung am Chor erfolgt durch markante Strebepfeiler, die jeweils durch einen Wasserschlag abgestuft werden und oben durch ein kleines Pultdach abgeschlossen sind, das wiederum von einem Stirngiebel bekrönt ist. Eine Mauer in der Flucht der seitlich angebauten Kapellen umschloss ursprünglich den gesamten Chor und markierte so den Kirchenbezirk. Anfang des 20. Jahrhunderts wurden Teile die Mauer abgetragen, sodass diese heute nur noch bis zu einem neuromanischen Kapellenbau aus dem frühen 19. Jahrhundert reicht. Dieser ersetzte zur damaligen Zeit eine doppelgeschossige, gotische Friedhofskapelle und schließt etwa auf der Höhe des östlichsten Chorjochs ab. Der Chorschluss ist somit freigestellt. Auf der Südseite des Chores ist die Sakristei angebaut, die um 1600 durch Zusammenlegung zweier Kapellen entstand. Dieses bildet heute das Bindeglied zwischen der Stiftskirche und den übrigen Gebäuden des Kollegiatstifts.
Bei der Umgestaltung im 18. Jahrhundert blieb die mittelalterliche Gestalt des Außenbaus weitgehend erhalten. Dadurch sollten wohl das Alter und der Rang des Kirchenbaus zum Ausdruck kommen. Lediglich die Fensteröffnungen wurden dem Zeitgeschmack angepasst und präsentieren sich dementsprechend als geschwungene „Bassgeigenfenster“. Die Konturen der mittelalterlichen Fenster sind im Putz teilweise noch sichtbar. Außerdem vereinheitlichte man im 18. Jahrhundert das Erscheinungsbild der auf der Nordseite angebauten Kapellen, damit sich die Schauseite der Stiftskirche als harmonisches Ganzes darstellt.

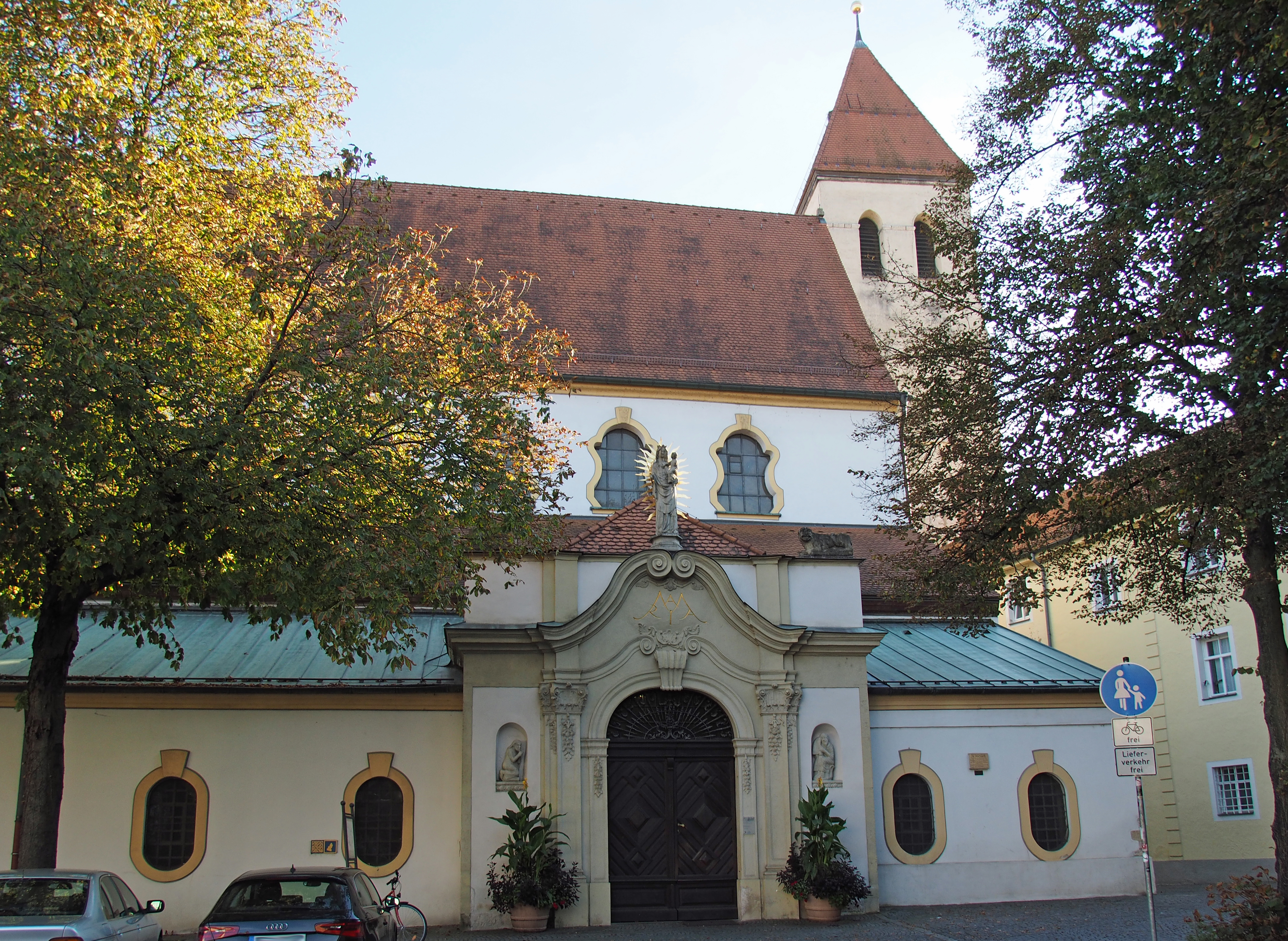
Nordportal

Aus dieser tritt das Nordportal, das von der Rupertus- oder Marienvermähl-Kapelle (westlich) und der Taufkapelle St. Vitus (östlich) eingefasst wird, deutlich hervor. Auch hier wurden Stilelemente des Rokoko nur sparsam gesetzt. Das Portal wird von zwei mit Fruchtgehängen verzierten Pilastern flankiert, die ein vorkragendes Gesims tragen. Dieses endet mittig im Zusammenschluss zweier Voluten. Darunter ist ein Marienmonogramm angeordnet. Das Portal wird von einer mittelalterlichen Madonnenfigur mit Kind bekrönt, die um 1370 entstand. Dieser wurden zwei romanische Löwen als „Portalwächter“ zur Seite gestellt. Die Figuren in den Nischen beidseits des Portals sind ebenfalls romanisch und dürften um 1200 entstanden sein. Sie stellen, je nach Interpretation, eine Beicht- oder Taufszene dar. Bei letzterer Lesart würden die Figuren also Bezug nehmen auf die legendäre Taufe des Herzog Theodo II. durch Bischof Rupert von Salzburg, die der Tradition nach in der unmittelbar angrenzenden Rupertuskapelle vollzogen wurde.

### Innenraum

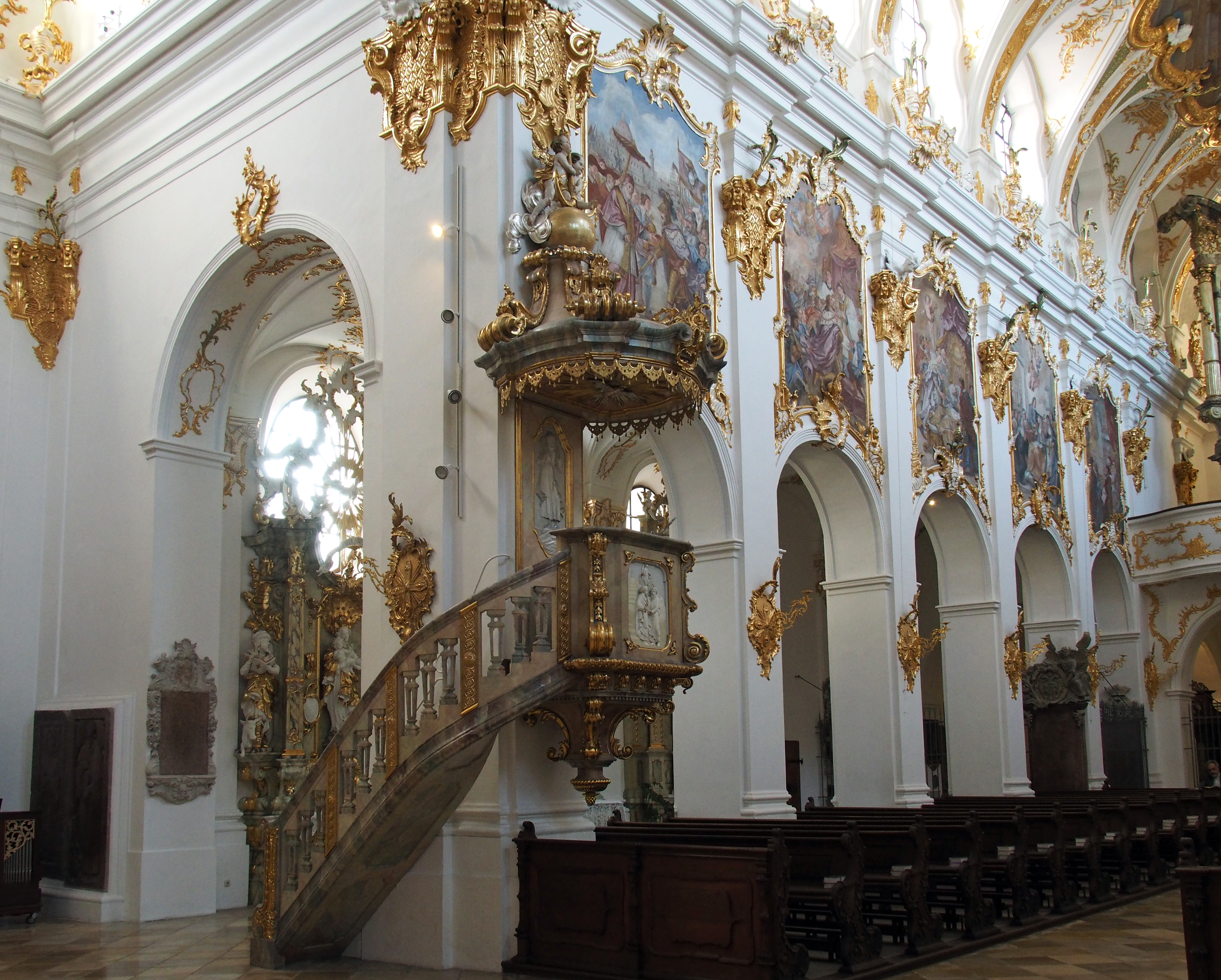
Blick von der Vierung in das Langhaus

Während bei der Umgestaltung des 18. Jahrhunderts am Außenbau nur dezente Rokoko-Akzente gesetzt wurden, präsentiert sich dieser Stil im Inneren umso reichhaltiger. Nichtsdestoweniger ist auch hier die mittelalterliche Anlage noch heute erkennbar: An das weite Mittelschiff mit hohem Obergaden schließen auf der Nord- und Südseite, durch quadratische Pfeiler und Rundbogenarkaden abgetrennt, deutlich niedrigere, schmalere und dunklere Seitenschiffe an. Das östlich anschließende Querhaus ist in gleicher Höhe wie das Mittelschiff ausgeführt, jedoch ist es etwas schmaler als dieses und wird nur durch je zwei Fensteröffnung an den Stirnsteinen beleuchtet. An diesen vorromanischen Baukörper schließt sich – nur wenig erhöht – der spätgotische, lichtdurchflutete Chor an.
Im 18. Jahrhundert wurden in gesamten Innenraum anstelle der Flachdecken in Lang- und Querhaus sowie des Rippengewölbes im Chor hölzerne Schalgewölbe eingezogen, die aufgrund ihrer überall gleichen Höhe wesentlich zur Vereinheitlichung des Gesamtraums beitragen. In Mittelschiff und Chor sind diese als Stichkappentonne ausgeführt, die durch Gurtbögen in Abschnitte von drei bzw. zwei Jochen unterteilt sind. Die Schnittstellen zwischen Mittelschiff und Vierung sowie zwischen Vierung und Chor werden jeweils durch großzügige Triumphbogen akzentuiert, wobei der Chorbogen wesentlich aufwändiger gestaltet ist. In den Seitenschiffen finden sich Flachtonnen, die ebenfalls mit Stichkappen versehen sind. Die beiden Querhausarme und die Vierung werden von böhmischen Kappen überwölbt. Die großen Gewölbeabschnitte der Haupträume sind jeweils mit stuckgerahmten Fresken besetzt. Die Fenster sind allesamt in gleicher Höhe angeordnet und sitzen jeweils in den Stichkappen. Unterhalb der Fenster umläuft ein verkröpftes Gesims, das von flachen Pilastern getragen wird, die Haupträume zur Gänze. Im rückwärtigen Joch des Mittelschiff ist eine zweiachsig unterwölbte Empore mit geschwungener Brüstung eingezogen.
Geschmückt und belebt wird der gesamte Kirchenraum oberhalb der Arkadenzone (mit Ausnahme der stuckierten Apostelkreuze im Langhaus) durch den vielgestaltigen Stuck des Wessobrunner Meisters Anton Landes. Dieser ist zumeist gold und weiß-gold gefasst und hebt sich dadurch von der leuchtend weiß getünchten Raumschale ab. Die Stuckdekoration tritt beispielsweise in Form von Rocailleornament, auf dem Gesims angeordneten Putten und Vasen, Rahmen, Kartuschen, Wappen und Kapitellverzierungen auf.

### Maße
Der Innenraum der Stiftskirche zur Alten Kapelle besitzt folgende Abmessungen:
- Innenlänge gesamt (ohne Winterchor): 56,61 Meter
  - davon Chor: 22,66 Meter
  - davon Querhaus: 7,95 Meter
  - davon Langhaus: 26,05 Meter
- Breite:
  - Chor: 10,35 Meter
  - Querhaus: 24,90 Meter
  - Mittelschiff: 10,07 Meter
  - Seitenschiffe: je 5,12 Meter
- Gewölbehöhe in Mittelschiff und Querhaus: 15,45 Meter
- Raumvolumen: 11.500 m3

## Ausstattung

### Fresken

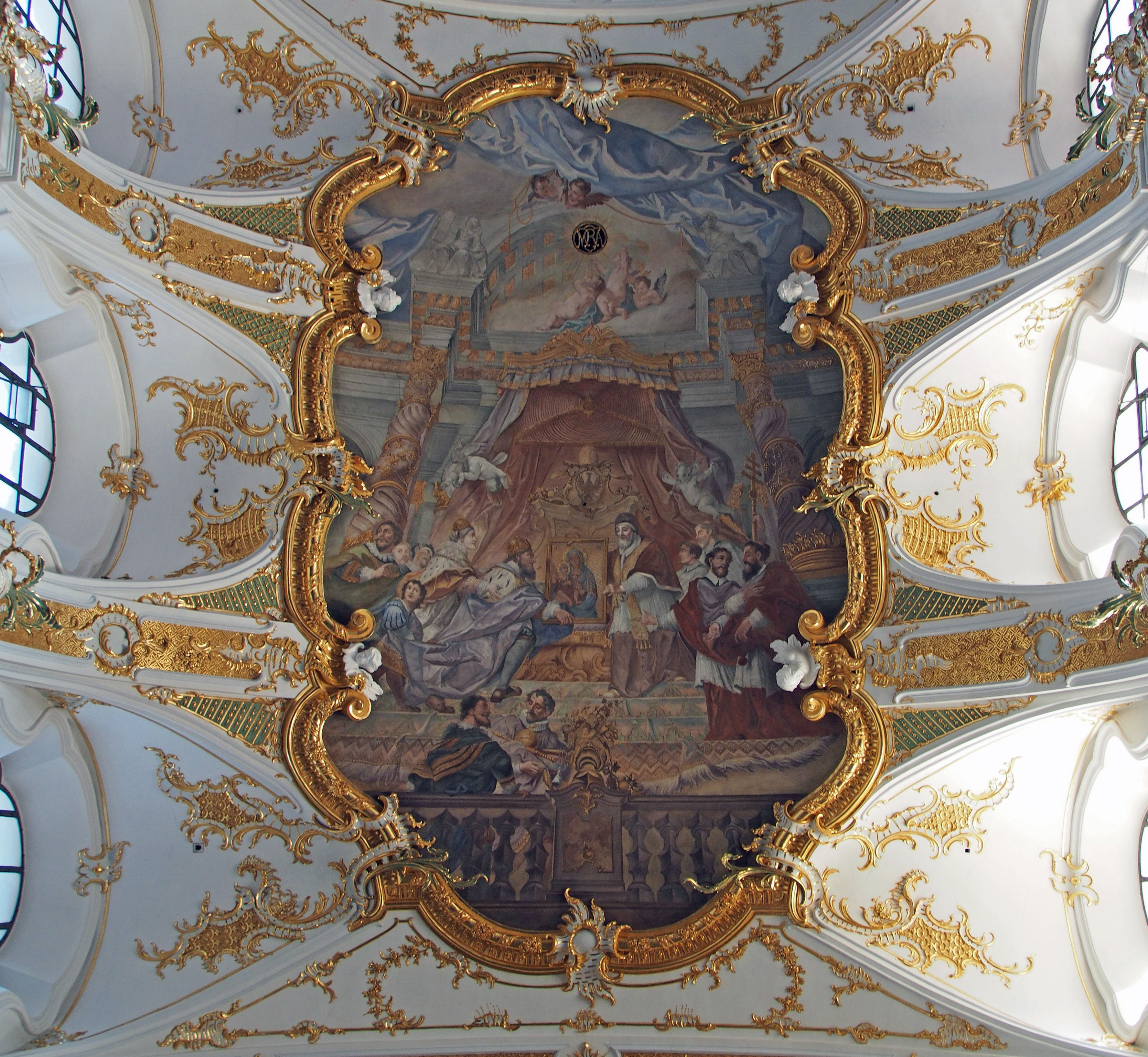
Deckenfresko im Langhaus: Übergabe des Gnadenbildes an Heinrich II.

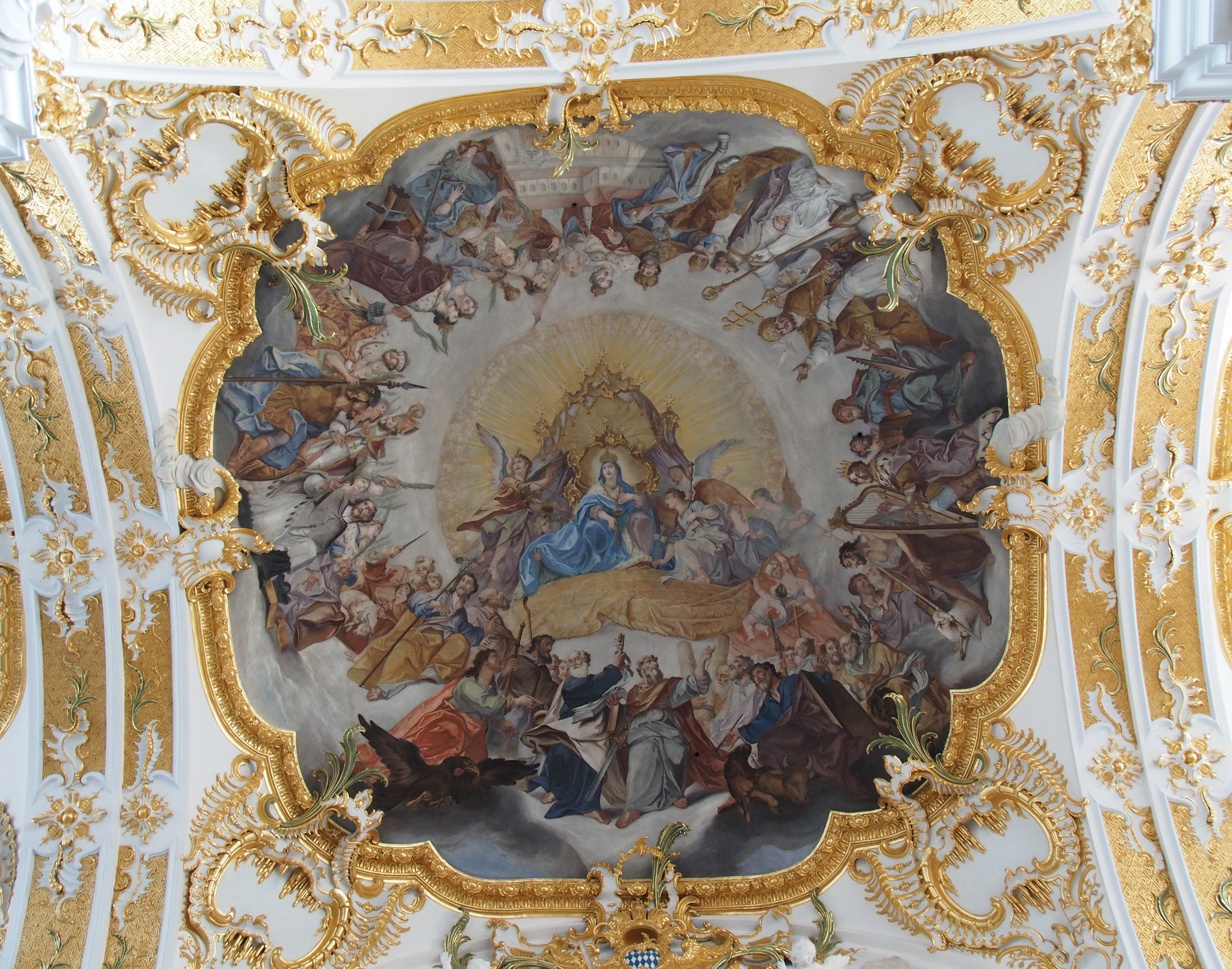
Deckenfresko in der Vierung: Maria als Königin im Himmel der Heiligen

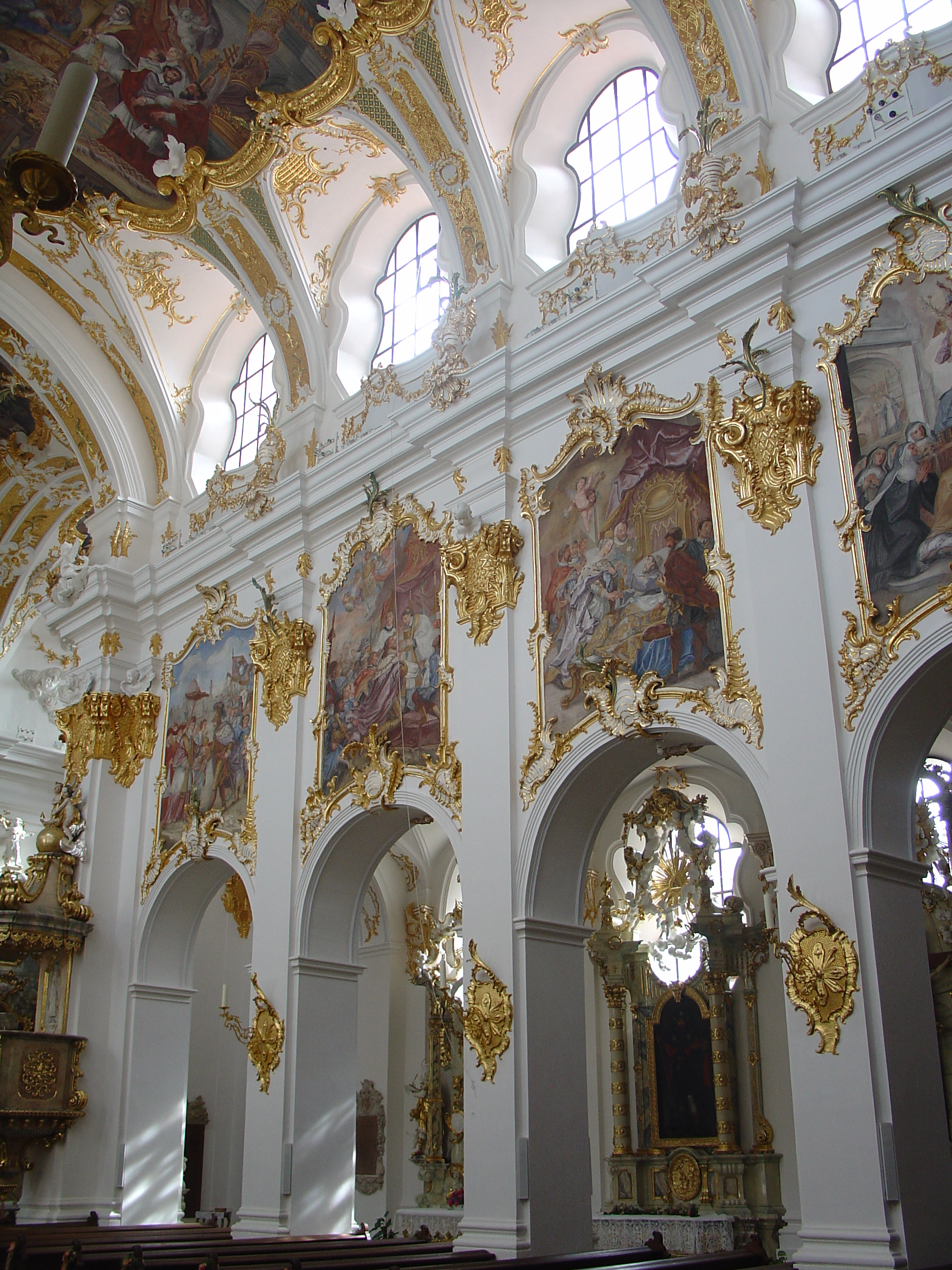
Fresken über den südlichen Langhausarkaden

Das Freskenprogramm des 18. Jahrhunderts, von dem Augsburger Maler Christoph Thomas Scheffler im Rokokostil geschaffen, wurde wohl vom Stiftskapitel ausgearbeitet und diente der Betonung von dessen Eigenständigkeit gegenüber dem Regensburger Domkapitel, machte der Bischof doch während dieser Zeit der Alten Kapelle den Titel Kayserliches Collegiat Stift streitig. Im Vordergrund stehen die folgenden drei Themengruppen: die Gründungslegende der Alten Kapelle mit deren Tauftradition; Maria als Kirchenpatronin, vor allem in Gestalt des Gnadenbildes; die Verherrlichung des Stifterehepaares Heinrich und Kunigunde.
Über der Orgelempore ist in einem Fresko Schefflers die Taufe des Herzogs Theodo durch den heiligen Rupert zu sehen. Zwei Grisaillen am Sockel zeigen die Zerstörung des heidnischen und der Weihe des Heidentempels in eine Marienkapelle durch Rupert. Dazwischen sind die Signatur des Künstlers und die Jahreszahl 1752 zu sehen. Dies bringt den Bezug zur Gründungslegende der Alten Kapelle und die damit verbundene Positionierung als „bayerische Lateranbasilika“ zum Ausdruck. In östlicher Richtung schließt sich ein Fresko an, auf dem die Übergabe des Gnadenbildes an Heinrich II. dargestellt ist. Er soll das angeblich vom Evangelisten Lukas gemalte Bild anlässlich seiner Kaiserkrönung im Jahr 1014 in Rom von Papst Benedikt VIII. zur Zierde seiner Pfalzkapelle erhalten haben.
Das im Gegensatz zu den oben beschriebenen Gemälde annähernd quadratische Vierungsfresko zeigt Maria als Himmelskönigin inmitten von Engelschören, die von alttestamentarischen Gestalten und einer Schar von Heiligen verehrt wird. Die meisten der dargestellten Heiligen, unter ihnen auch das Stifterehepaar Heinrich und Kunigunde, besitzen eine Bezug zur Alten Kapelle oder hatten und haben Altarpatrozinien in der Stiftskirche oder in einer der Seitenkapellen inne.
Auf dem Deckenfresko im nördlichen Querhausarm ist das sogenannte Becherwunder dargestellt, bei dem Heinrich der Heilige einen Kristallbecher, den einer seiner Pagen zerbrochen hatte, wieder zusammenfügt. Ein Kuppelbau im Renaissance-Stil bildet den vornehmen Rahmen für die Szenerie. Der dargestellte Becher ist ein Abbild des sogenannten Heinrichskelches, den der Kaiser dem Kollegiatstift vermacht hatte. Bis zur Säkularisation war er im Besitz der Alten Kapelle, heute ist er in der Schatzkammer des Münchner Residenz ausgestellt. An der Nordwand des Querschiffs ist ein Fresko der „Engelsmesse“ im Michaelsheiligtum am Monte Sant’Angelo zu sehen, die von Christus selbst im Beisein des (von ihm auserwählten) Kaisers zelebriert worden sein soll. Auf dem Deckenfresko des südlichen Querhausarmes ist die „Pflugscharprobe“ Kunigundes dargestellt. Die zu Unrecht des Ehebruchs verdächtigte Kaiserin geht zum Beweis ihrer Unschuld unverletzt über zwölf glühende Pflugscharen. Das Gemälde auf der Südwand des Querschiffs zeigt die Vermählung der Gisela von Bayern, der Schwester Heinrichs II., mit dem heiligen Stephan von Ungarn. Der Überlieferung nach stimmte Heinrich der Eheschließung zu unter der Bedingung, dass die Ungarn den christlichen Glauben annähmen. Somit wäre Heinrich II. als „Apostel der Ungarn“ zu verstehen, was sicherlich die Hauptintention die Gemäldes ist.
Zehn weitere, wenn auch kleinere Wandgemälde Schefflers aus dem Jahr 1753 sind über den Langhausarkaden zu finden. Sie stellen historischen Begebenheiten und Legenden aus dem Leben des heiligen Kaiserpaares Heinrich und Kunigunde dar und folgen damit – wie auch die übrigen Wand- und Deckenfresken – dem übergeordneten Programm der Kirchenausstattung. Im ersten Joch von Osten ist auf der Evangelienseite (Nordseite) der heilige Wolfgang, der frühere Erzieher Heinrichs, zu sehen, der dem noch jungen Herzog im Jahr 995/96 mit der Prophezeiung post sex erscheint. Diese bezieht sich nicht, wie von Heinrich ursprünglich gedacht, auf seinen baldigen Tod (etwa nach sechs Tagen, sechs Wochen oder sechs Monaten), sondern auf seine in sechs Jahren bevorstehende Krönung zum König des Ostfrankenreichs. Gegenüber auf der Epistelseite (Südseite) ist der Empfang Heinrichs in Rom durch Papst Benedikt VIII. dargestellt. Dieser krönte ihn im Jahr 1014 zum Kaiser des Heiligen Römischen Reichs. Im zweiten Joch auf der Nordseite ist zu sehen, wie Heinrich die Bewohner der belagerten Stadt Troja in Unteritalien begnadigt, gegenüber, wie er vor der Schlacht gegen die Polen die heilige Kommunion empfängt. Im dritten Joch ist auf der Evangelienseite die heilige Kunigunde als Kirchenstifterin und Wohltäterin dargestellt, auf der Epistelseite der Abschied des in keuscher Ehe lebenden Kaiserpaares vor dem Tod Heinrichs im Jahr 1024. Im vierten Joch von Osten ist auf der Nordseite dargestellt, wie Kunigunde im Jahr 1025 in das von ihr gegründete Kloster Kaufungen eintritt, gegenüber, wie sie 1039 als arme Nonne verstirbt. Im fünften Joch sieht man auf der Evangelienseite eine Darstellung mehrerer Heilungen und Wunder am Grabe des Kaiserpaares, auf der Epistelseite die Heiligsprechung Heinrichs durch Papst Eugen III. am 12. März 1146.
Das große Fresko im Chor wurde nicht bereits 1752/53 von Scheffler, sondern erst 1762 von dem ebenfalls aus Augsburg stammenden Maler Gottfried Bernhard Göz geschaffen. Es zeigt die apokalyptische Vision des Johannes auf Patmos (Offb 1,9-20 ). Der Verfasser sitzt am unteren Bildrand auf einem Stein, bereit seine Vision in ein aufgeschlagenes Buch niederzuschreiben. Wie er beobachten auch die 24 Ältesten das visionäre Geschehen (Offb 5 ). Im Zentrum ist der thronende Gott Vater, begleitet von Blitzen und Posaunen, zu sehen. Neben ihm befinden sich das Lamm Gottes und das aufgeschlagene Buch mit den sieben Siegeln, über ihm der hebräische Schriftzug JHWH. Vor Gottes Thron knien Heinrich und Kunigunde, dargestellt mit einem Modell der Stiftskirche. Sie sind als Vertreter der irdischen Herrscher zu sehen, die trotz ihrer irdischen Macht die Größe Gottes anerkennen. Als Zeichen dafür liegen ihre Kronen achtlos am Boden, während sie auf dem Haupt nun Blumenkränze tragen.
Die in reich verzierte Stuckrahmen eingelassenen Wandfresken im dritten Chorjoch von Westen wurden 1765 ebenfalls von Göz gemalt. Auf der Nordseite ist die Schlüsselübergabe an den Apostel Petrus zu sehen (Mt 16,19 ), auf der Südseite die Predigt des Apostels Paulus auf dem Areopag in Athen (Apg 17,19 ).

### Hochaltar

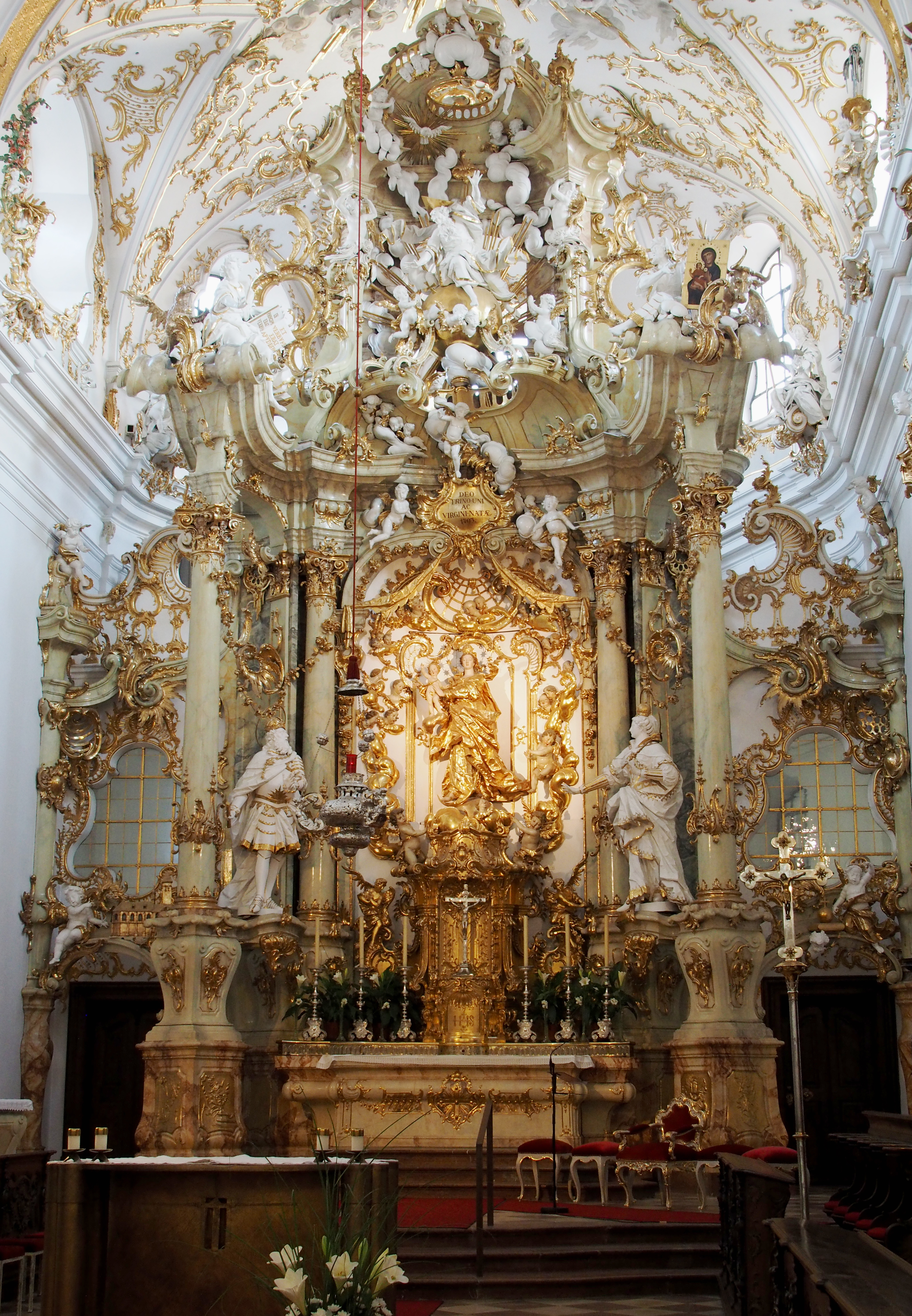
Rokoko-Hochaltar, im Vordergrund der moderne Volksaltar

Der Hochaltar der Stiftskirche gilt als Hauptwerk des Regensburger Rokoko. Er nimmt beinahe die gesamte Höhe des Chorraums ein und trennt mit seinen Seitenflügeln den im Chorscheitel befindlichen „Winterchor“ ab, der den Kanonikern einst in der kalten Jahreszeit als Gottesdienstraum diente. Der Entwurf und die plastischen Arbeiten des in den Jahren 1769 bis 1775 entstandenen Hochaltares stammen von dem Regensburger Bildhauer Simon Sorg. Die Kistlerarbeiten führte Carl Heinrich aus Stadtamhof aus, die Fassung besorgte der ebenfalls dort ansässige Georg Caspar Zellner. Der Aufbau des Altares, der durch Rocailleornament, Gewölk und zahlreiche Putten belebt wird, zeichnet durch die Verbindung eines Säulenapparates mit dazwischen liegenden, wandartigen Flächen aus. Durch die beiden in der Tiefe gestaffelten Säulenpaare entsteht zudem der Eindruck von Plastizität und Dreidimensionalität.
Zwischen den inneren Säulenpaar erhebt sich die kunstvoll geschwungene Altarmensa, darauf der von Anbetungsengeln flankierte Tabernakel. Obwohl auf einem drehbaren Podest stehend, scheint die Hauptfigur – Maria als Apokalyptische Frau – oberhalb des Tabernakels zu schweben. Die 1769/72 von Simon Sorg geschaffene Figur stellt die Mutter Gottes auf Weltkugel und Mondsichel stehend dar. Ihr Haupt ist von einem Kranz aus 12 Sternen umgeben. Auf einer Wolke, die sich kaum vom wallenden Gewand Mariens abhebt, steht das Jesuskind, das von seiner Mutter mit beiden Armen umfasst wird und die rechte Hand zum Segen erhoben hat. Die Figurengruppe wird von einer Art Baldachin überspannt und ist in eine triumphbogenartige Nische eingelassen. Über letzterer erhebt sich die reich gestaltete Altarauszug, der mit einer Figur des Gott Vater auf der Weltkugel und der Heilig-Geist-Taube die Dreifaltigkeit komplettiert.
Ebenso wie die Figuren und Putten des Altarauszuges sind die Seitenfiguren des heiliggesprochenen Stifterehepaares Heinrich (links) und Kunigunde (rechts), die sich jeweils zwischen den beiden Säulen befinden, weiß-golden gefasst. Neben einem Modell der Alten Kapelle sind ihnen kaiserliche Insignien zum Zeichen ihrer Macht zugeordnet. Diese werden von Putten oberhalb der seitlichen Durchgänge präsentiert. Auf den nach vorne ausschweifenden Voluten des Gebälks sind Figuren der Evangelisten Johannes und Lukas. Johannes ist mit seinem Attribut, dem Adler, und der Schriftrolle, die ihn als Verfasser der Apokalypse kennzeichnet, dargestellt. Lukas, symbolisiert durch den Stier, erscheint in der ihm zugeschriebenen Rolle als Madonnenmaler und ist dementsprechend mit einer Kopie des Gnadenbildes dargestellt. Dieses war bis 1694 im Chorraum der Stiftskirche untergebracht. So stehen die beiden Evangelisten als Repräsentanten der beiden Medien Wort und Bild, durch die sich Glaubensinhalte vermitteln lassen. Außerdem sind die Reliefs mit Marienbezug, welche die Piedestale der beiden äußeren Säulen zieren, erwähnenswert. Von links nach rechts sind hier die Verkündigung, die Himmelfahrt, die Unbefleckte Empfängnis und die Immaculata dargestellt.

### Volksaltar
Der moderne Volksaltar ist – korrespondierend mit dem Ambo – in Bronze gegossen und wurde im Jahr 1998 aufgestellt. Er wurde von dem Eggenfeldener Künstler Joseph Michael Neustifter entworfen und ausgeführt. Durch seine zeitgenössische Gestaltung setzt er im Gesamtbild des Altarraumes einen deutlichen Akzent, der ihn trotz der schieren Größe des Hochaltares als Zentralort der liturgischen Feier kennzeichnet.

### Chorgestühl
Das im Jahr 1765 von Simon Sorg ausgeführte Chorgestühl weist aufwändig mit Rocailleornament und Voluten verzierte Rückwände auf. Das Gestühl ist in vier Blöcke zu je zwölf Sitzen, jeweils zwei Reihen aufgeteilt, angeordnet.

### Übrige Ausstattung des Chorraumes
Wie im 18. Jahrhundert üblich, wird das Ausstattungsprogramm des Presbyterium durch kosmologische und ethische Darstellungen ergänzt und so der Chorraum als symbolisches Abbild des Kosmos inszeniert. Der Hochaltar wird beispielsweise durch die auf dem umlaufenden Gesims sitzende Stuckfiguren umgeben, welche die drei theologischen Tugenden Glaube, Liebe und Hoffnung symbolisieren. Hinzu kommt eine weitere Stuckfigur, die als Personifikation der Mission zu verstehen ist. Zwischen diesen Plastiken sind originell gestaltete Stuckvasen mit Darstellungen der vier Elemente zu finden: auf der linken Seite des Hochaltares Erde und Luft, rechts Feuer und Wasser.
Die aufwändig gestalteten, weiß-gold gefassten Doppeloratorien zu beiden Seiten des Chorraums werden von Figuren des Simon Sorg aus dem Jahr 1764 bekrönt, welche die vier damals bekannten Erdteile personifizieren. Auf der Nordseite sind dies Europa und Afrika, gegenüber Asien und Amerika. Diese korrespondieren mit den vier Stuckbüsten, die in Kartuschen an den Oratoriengiebeln eingelassen sind und ebenfalls die vier Erdteile darstellen sollen. Dies wird an den Putten deutlich, die an den Fensterpfosten angebracht sind und deren typische Attribute präsentieren. Die Oratorienbrüstungen werden von Stuckreliefs der Kardinaltugenden geschmückt. Am nördlichen Doppeloratorium sind Stärke und Mäßigkeit dargestellt, auf der Südseite Gerechtigkeit und Klugheit. Dazwischen befindet sich jeweils ein weiteres Relief, das den Bußpsalmen singenden König David (Nordseite) bzw. die Orgel spielende Cäcilia (Südseite) darstellt. Deren Darstellungen korrespondieren wiederum mit den Stuckbüsten der Stifter Heinrich und Kunigunde, die in den Supraporten schräg darunter erscheinen.
Am Chorbogen erinnern zwei klassizistische Epitaphien an die beiden letzten Stiftsdekane vor der Säkularisation. Südlich ist das Grabmal des Johann Michael Franz Velhorn († 1782) angebracht, der als Bauherr der Rokokoumgestaltung der Stiftskirche fungierte; auf der Nordseite befindet sich die Grabplatte des Johann Joseph Thomas von Haas († 1811), der auch eine Studienstiftung begründete.

### Seitenaltäre
Der Seitenaltar im nördlichen Querhausarm, auch als Bricciusaltar bezeichnet, ist zun Ehre des heiligen Brictius von Tours geweiht, dem Nachfolger des heiligen Martin als Bischof von Tours. Der spätbarocke, viersäulige Aufbau wurde im Jahr 1730 von dem Bildhauer Franz Anton Neu aus Prüfening geschaffen und 1768 von Simon Sorg im Rokokostil verändert. Jeweils zwischen den äußeren, geraden Säulen und den inneren, gewendelten Säulen befindet sich auf beiden Seiten eine weiß-golden gefasste Heiligenfigur – links der heilige Martin, erkennbar an der Gans als einem seiner Attribute, rechts der heilige Brictius. Oberhalb des von einem Pelikan, dem Symbol für den Opfertod Christi, bekrönten Drehtabernakels befindet sich das von dem ebenfalls aus Prüfening stammenden Maler Otto Gebhard geschaffene Hauptgemälde. Es zeigt die Verehrung der heiligen Eucharistie. Das weit auskragende Gebälk wird von einer kunstvollen Rokokokartusche mit dem Christusmonogramm verziert. Oberhalb davon erhebt sich der von vier Voluten begleitete Altarauszug, der ein Gemälde mit Darstellungen von Gott Vater und dem Heiligen Geist enthält. Den oberen Abschluss bildet eine wiederum weiß-golden gefasste Figur des Erzengels Michael, der auf einem kleinen Podest über üppigem Gewölk steht.
Das Pendant im südlichen Querhausarm bildet der Annenaltar, dem Patronat  der heiligen Mutter Anna unterstellt, früher auch als Johannesaltar bezeichnet. Auch dieser wurde 1730 von Franz Anton Neu geschaffen und 1768 durch Simon Sorg überarbeitet. Das Altarblatt, welches die Heilige Familie mit Johannes dem Täufer zeigt, stammt wiederum von Otto Gebhard. Die ebenfalls weiß-golden gefassten Seitenfiguren stellen die Heiligen Ursula und Georg dar.
Auch die Nebenaltäre in den Seitenschiffen des Langhauses sind jeweils als Pendants ausgeführt. So befindet sich im ersten Joch von Osten auf der Nordseite der Barbaraaltar, der im Jahr 1755 von dem Bildhauer Johann Baptist Dirr aus Stadtamhof ausgeführt wurde. Es handelt sich hierbei um ein originelles, von Rocaillen gebildetes Retabel, an dem eine Statue der Titelheiligen angebracht ist. Die Seitenfiguren stellen die Heiligen Apollonia und Christina dar, das Auszugsgemälde zeigt die heilige Agatha. Der gegenüberliegende Maria-Schnee-Altar, ebenfalls 1755 von Johann Baptist Dirr geschaffen, zeigt neben einer Madonnenfigur auch Plastiken der Evangelisten Lukas und Matthäus sowie Reliefmedaillons der Verkündigung an Maria und der Geburt Jesu. Letztere wurden um das Jahr 1785 von Simon Sorg ausgeführt.

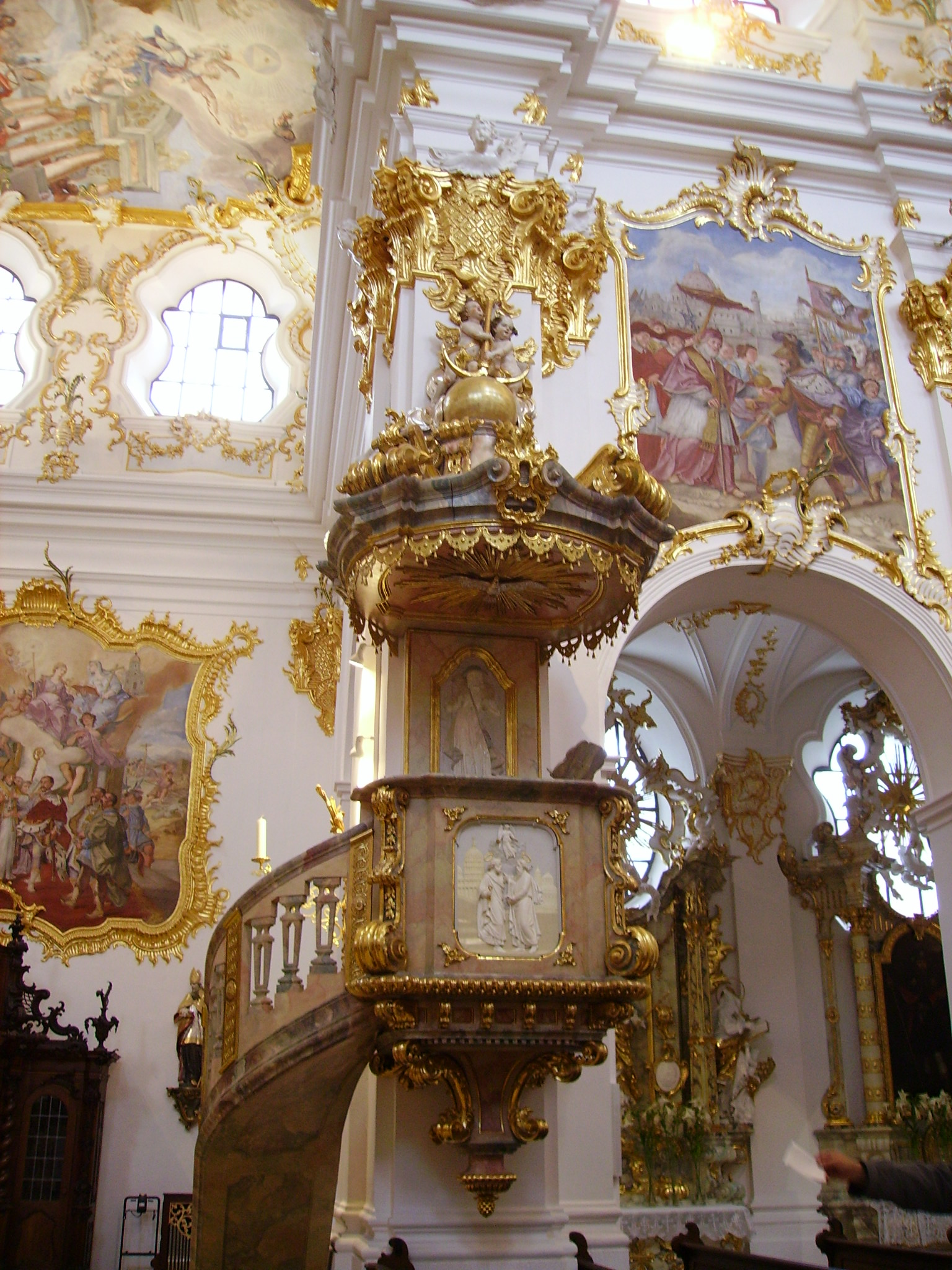
Kanzel

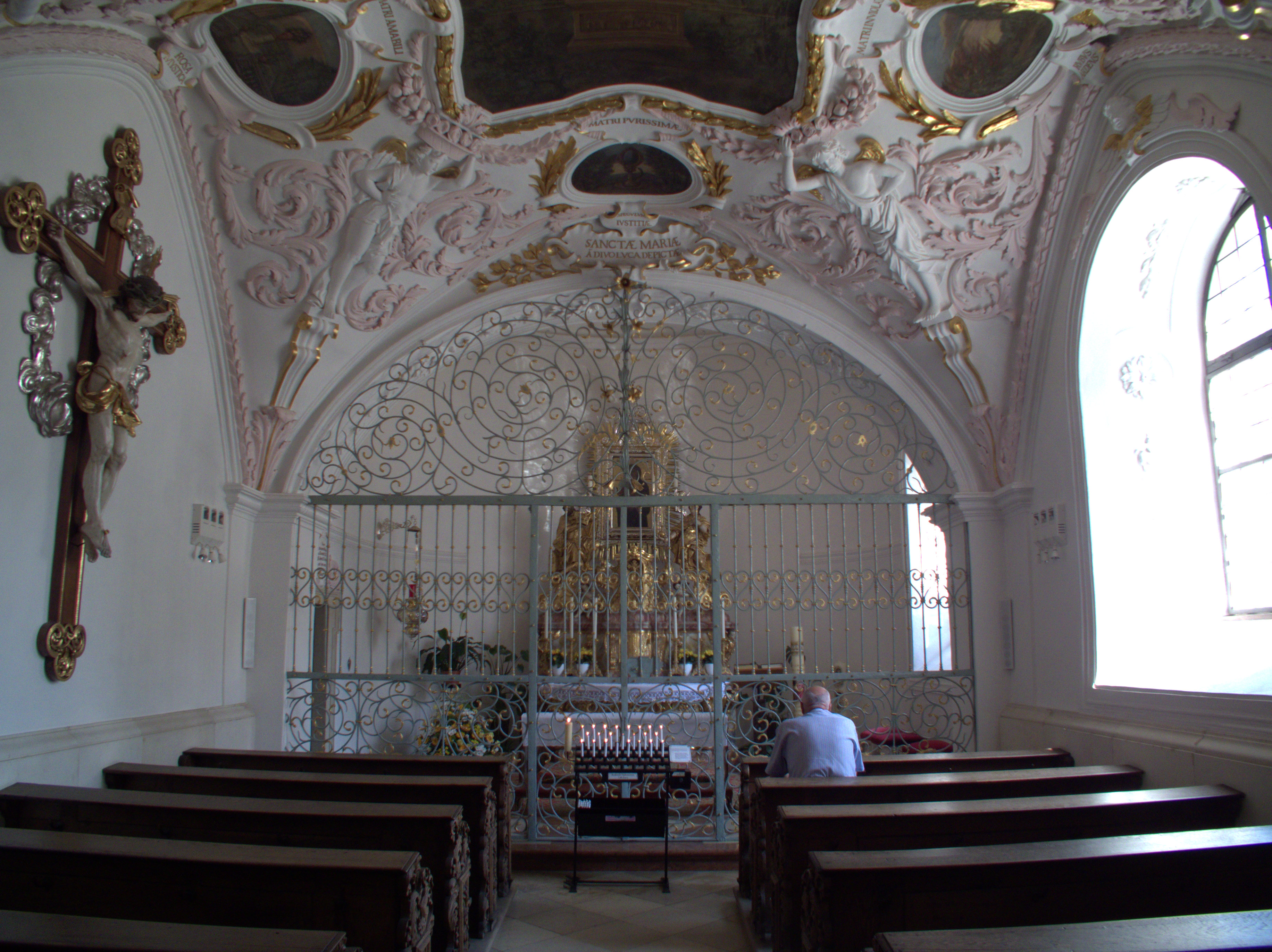
Blick in die Gnadenkapelle

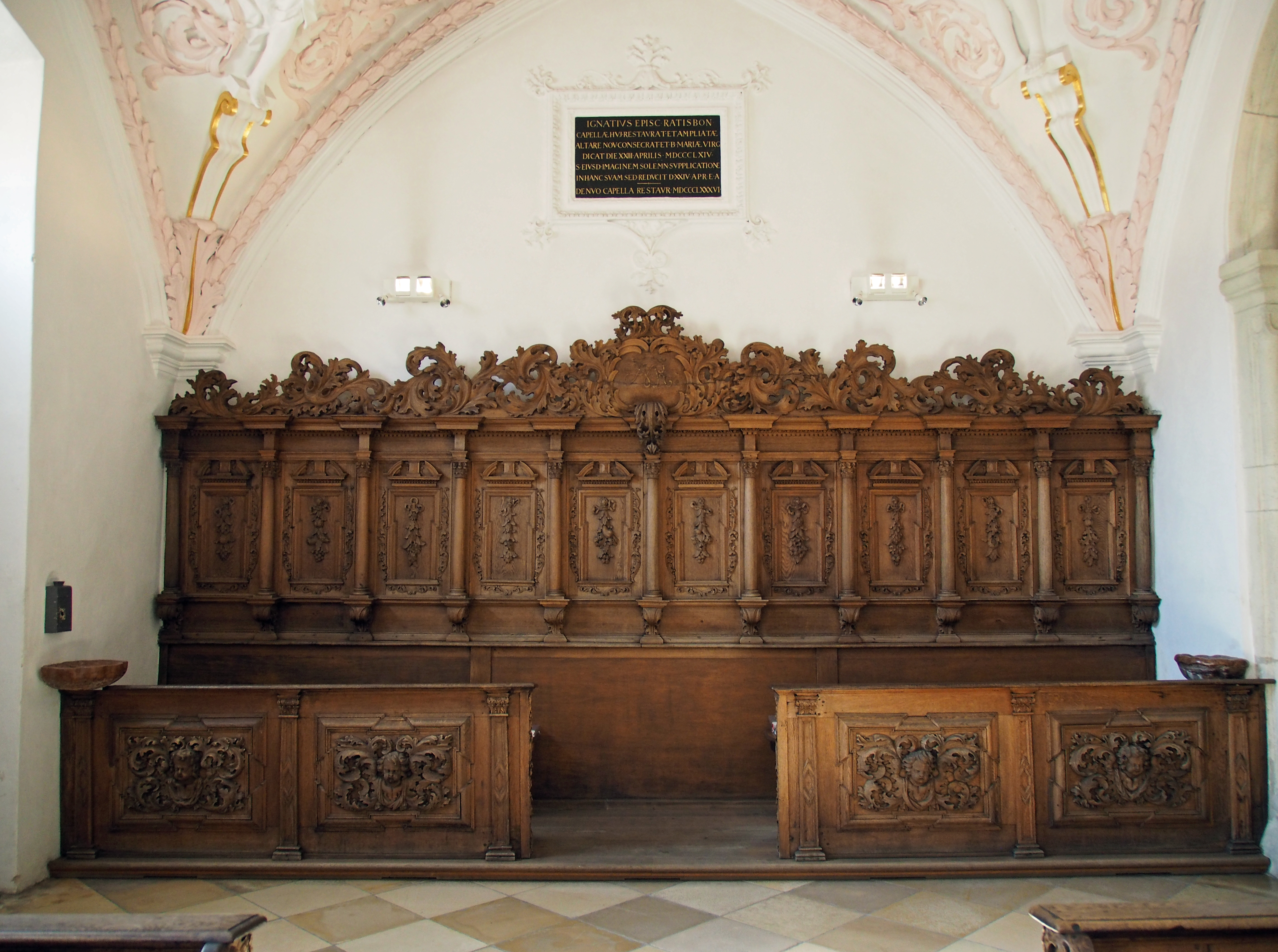
Kunstvoll geschnitztes Gestühl in der Gnadenkapelle

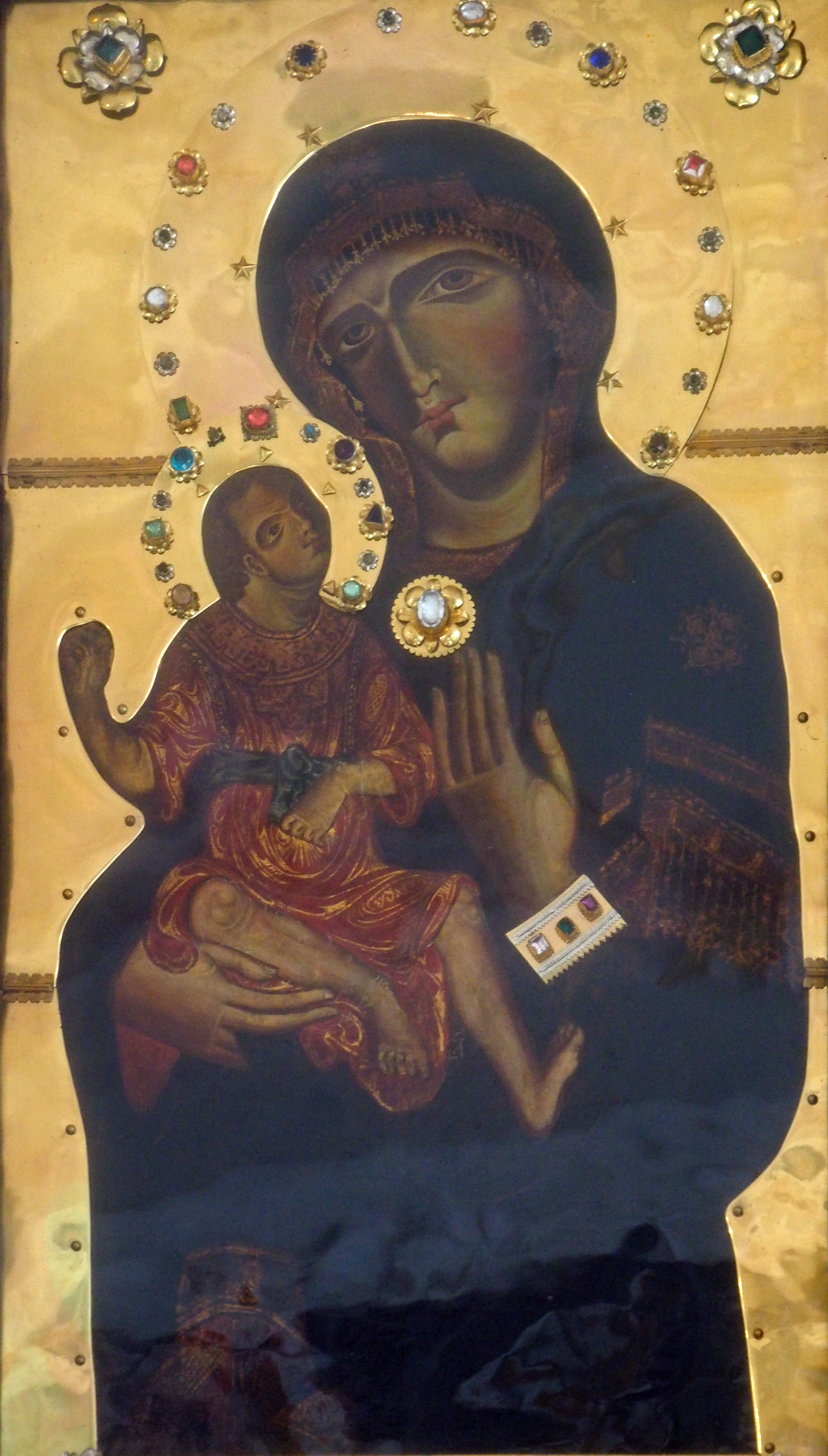
Gnadenbild

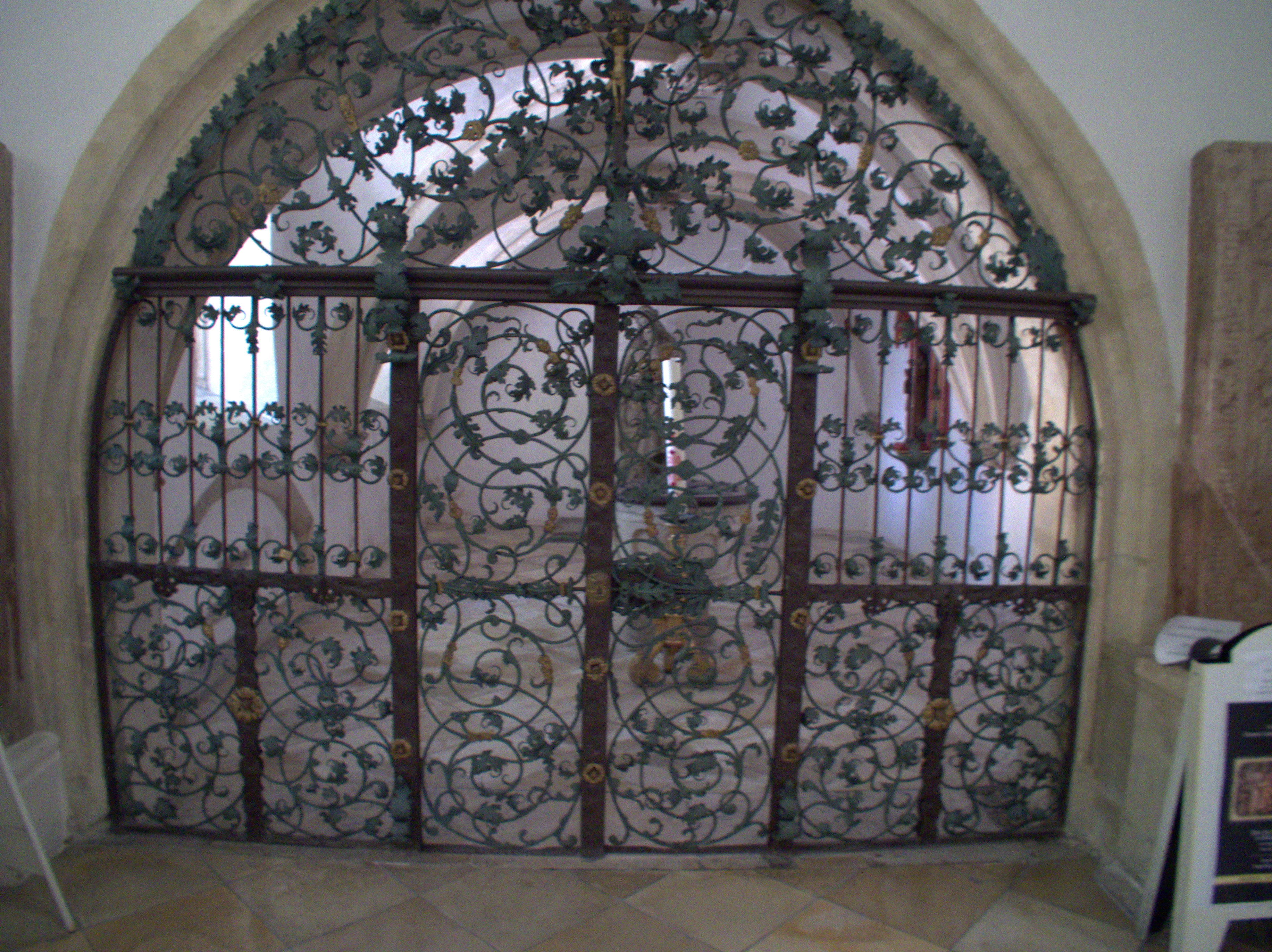
Blick in die Vituskapelle

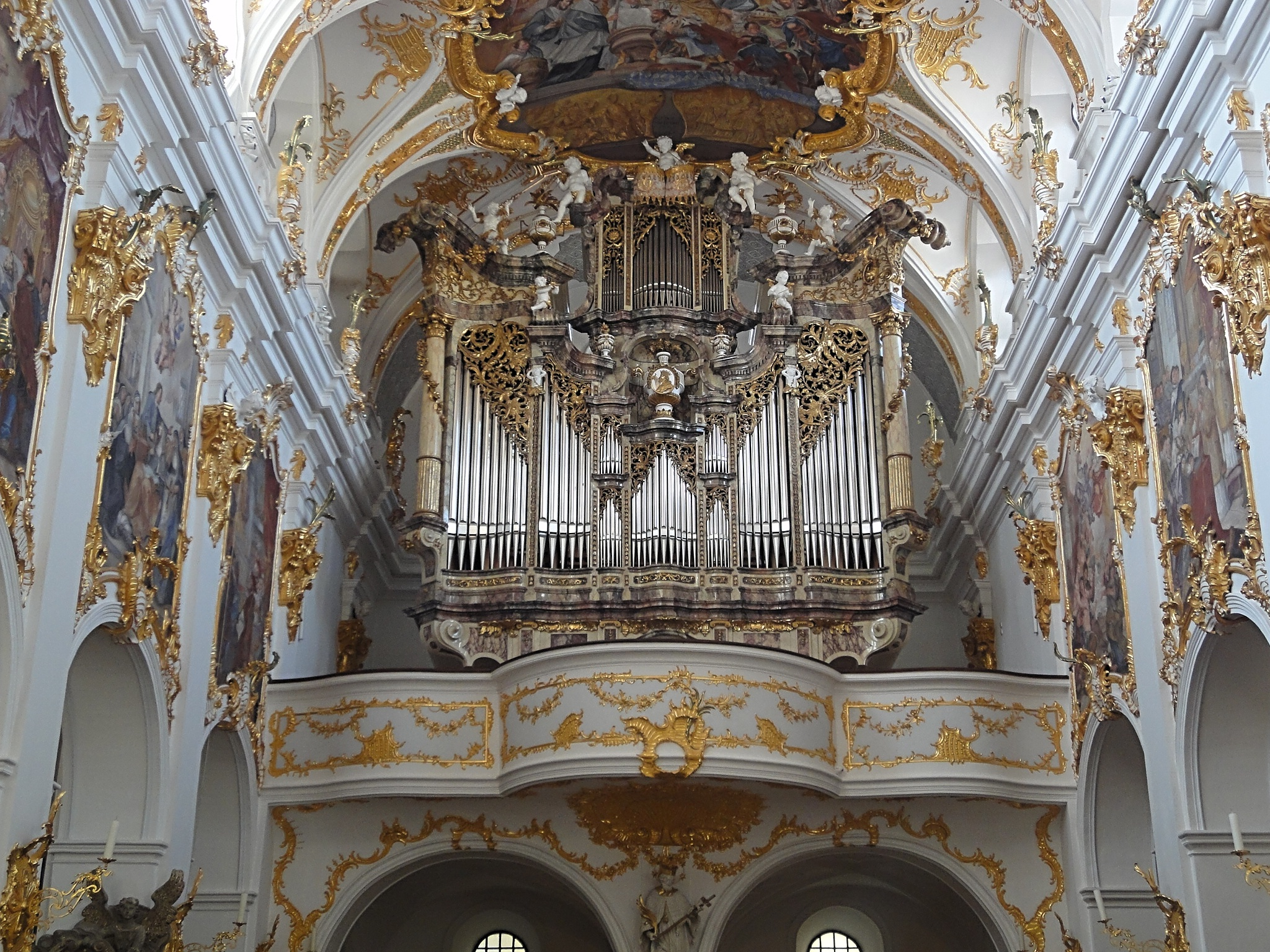
Blick auf die Papst-Benedikt-Orgel

Im nächsten Joch ist nördlich der sogenannte Heinrichsaltar zu finden. Der Aufbau in Übergangsformen zwischen Rokoko und Klassizismus wurde 1782/83 von Simon Sorg und einem Schreinermeister Heinrich geschaffen. Dieser trägt unter anderem ein Relief mit einer Darstellung der Auferstehung Jesu Christi. Das Hauptgemälde, das der Münchner Maler Christian Wink im Jahr 1785 schuf, zeigt den Tod des heiligen Heinrich, des Stifters der Alten Kapelle. Das Pendant auf der Südseite bildet der Jakobusaltar, der ebenfalls von Sorg und Heinrich ausgeführt wurde. Er zeigt ein Relief von der Enthauptung des namensgebenden Heiligen. Außerdem enthält er ein Gemälde des Jakobus als Pilgerpatron, das Hans von Aachen im ausgehenden 16. Jahrhundert im manieristischen Stil angefertigt hat.
Im dritten Joch von Osten ist im nördlichen Seitenschiff der Katharinenaltar zu finden. Er wurde in den Jahren 1790/91 von Simon Sorg geschaffen. Oberhalb der Figur der Namenspatronin befindet sich eine schwebende Fides, im Auszug eine Darstellung der heiligen Dreifaltigkeit. Außerdem enthält der Altar Reliefmedaillons mit Szenen der Katharinenmarter. Das Pendant auf der Südseite bildet der Kreuzaltar, der mit Reliefmedaillons des reuigen Petrus und der büßenden Maria Magdalena verziert ist. Im Auszug findet sich eine Darstellung des Lammes auf dem Buch mit den sieben Siegeln.

### Kanzel
Die Kanzel wurde 1855 von dem Regensburger Bildhauer Anton Blank geschaffen und 1936/37 in neobarocken Formen verändert. Sie ist am südwestlichen Vierungspfeiler angebracht. Der polygonale Kanzelkorb ist mit Eckpilastern besetzt, die auf der Unterseite zu Voluten gerollt sind. Der ebenfalls mit vergoldeten Voluten verzierte Schalldeckel, dessen Unterseite ein Relief der Heilig-Geist-Taube schmückt, zeigt zwei Engelsfiguren auf einer Weltkugel, die den Anker als christliches Symbol der Hoffnung präsentieren.

### Gnadenkapelle
Die südlich an das Langhaus angebaute Gnadenkapelle dient seit 1694 als Aufbewahrungsort des berühmten Mariengnadenbildes, das die Alte Kapelle im Spätmittelalter zu einer bedeutenden Wallfahrtsstätte werden ließ. Vor 1694 wurde der südliche Vorraum der Stiftskirche als Jakobskapelle bezeichnet. Der zweijochige, kreuzgewölbte Raum wurde im Jahr 1693, also unmittelbar vor der Übertragung des Gnadenbildes, mit aufwändigem Deckenstuck und Medaillonbildern mit Mariensymbolen aus der Lauretanischen Litanei ausgestattet.
Das Südportal der Basilika, durch das der Kirchenbesucher unmittelbar in die Gnadenkapelle gelangt, wurde um 1790 im klassizistischen Stil gestaltet. Die aufwändigen Reliefs, welche die Verkündigung an Maria darstellen, stammen von dem Regensburger Bildhauer Simon Sorg. Um in den eigentlichen Kirchenraum zu gelangen, benutzt man ein zweites Portal auf der Nordseite der Gnadenkapelle. Dieses ist romanisch und besitzt ein dreifach gestuftes Gewände. Im Tympanon befindet sich ein Renaissancegemälde des Christus im Grab von Hans Mielich, eine Stiftung des 1544 verstorbenen Kanonikus Ulrich Pruner. Das Türblatt ist mit einem klassizistischen Relief von der Anbetung der Hirten geschmückt.
Das Gnadenbild befindet sich heute in dem 1864 errichteten, östlichen Choranbau, der mit einem 1751/52 von Johann Baptist Dirr geschaffenen Rokokoaltar ausgestattet ist. Dieser nimmt zuoberst das Gnadenbild auf, das von einem Strahlenkranz umgeben ist und von knienden Figuren des Stifterehepaars Heinrich (links) und Kunigunde (rechts) flankiert wird. Das Gnadenbild weist einen byzantisierenden Stil auf und ähnelt daher Ikonendarstellungen der Ostkirchen. Es weist den Madonnentypus der Dexiokratusa auf, das heißt Maria trägt das Jesuskind auf dem rechten Arm. Dieses wiederum hat seine rechte Hand zum Segen erhoben. Außerdem gehört es dem Andachtsbildtypus des Lukasbildes.
So wurde es der Legende nach vom Evangelisten Lukas gemalt. Papst Benedikt VIII. soll es dann Heinrich II. anlässlich seiner Krönung zum römisch-deutschen Kaiser am 14. Februar 1014 geschenkt haben. Dieser wiederum habe es später der Alten Kapelle gestiftet – er hatte diese einige Jahre zuvor erneuern lassen und in der Folge dem von ihm gegründeten Bistum Bamberg übereignet. Tatsächlich lassen sich für diese Legende allerdings keine Belege finden. Erste Erwähnung findet das Tafelbild mit Angabe des Standorts in einer Urkunde aus dem Jahr 1451. Die kunstgeschichtliche Datierung erfolgt auf die erste Hälfte des 13. Jahrhunderts; möglicherweise ist das Gnadenbild um 1230/40 in einer Regensburger Werkstatt entstanden. Es handelt sich dabei wohl um den Flügel eines Schreins, in dem die eigentliche Heinrichsikone aufbewahrt wurde. Nachdem diese ruinös geworden war, nahm möglicherweise die Kopie einfach die Stelle des Originals ein. Das Gnadenbild diente wohl auch dem Regensburger Maler Albrecht Altdorfer als Vorlage für sein Gemälde der Schönen Maria, das in der Zeit um 1515/20 entstanden ist und heute im Regensburger Diözesanmuseum St. Ulrich ausgestellt wird.
Die Wallfahrt zum Lukasbild der Alten Kapelle dürfte „erst spät nach dem 30jährigen Krieg entstanden sein“, wie der Regensburger Kirchenhistoriker Josef Staber – entgegen anders lautenden Selbstdarstellungen des Kollegiatstifts – feststellt. Bis in die zweite Hälfte des 17. Jahrhunderts befand sich das Gnadenbild im Chor der Stiftskirche. Im 17. Jahrhundert ereignete sich in der Alten Kapelle ein sogenanntes Wunder: Ein blindgeborener Knabe wurde in der Alten Kapelle sehend. Deshalb wurde das Gnadenbild, um es dem Volk besser zugänglich zu machen, 1694 in die ehemalige Jakobskapelle übertragen, die seit dieser Zeit „Gnadenkapelle“ heißt und prächtig ausgestattet wurde. Hart traf es das Stift und Teile der Regensburger Bevölkerung, als im Zuge der Säkularisation das Gnadenbild 1810 in die Galerie des Schleißheimer Schlosses und später in das Bayerische Nationalmuseum überführt wurde. Das Stift musste mit einer Kopie vorliebnehmen, bis schließlich Bischof Ignatius von Senestrey im Jahr 1862 die Rückgabe des Originalbildes erwirkte. So konnte man es am 27. April 1864 feierlich an seinen angestammten Platz übertragen.
Zur weiteren Ausstattung der Gnadenkapelle zählt das Gestühl mit reich geschnitztem Akanthusornament und Puttenköpfen, das zeitgleich mit der Stuckierung der Kapelle im Jahr 1693 entstanden sein dürfte. Gleiches gilt für das reich verzierte Chorgitter. Das Kruzifix an der Nordwand schuf der Bildhauer Simon Sorg im Jahr 1782.

### Übrige Seitenkapellen
In der nördlichen Vorhalle befindet sich ein qualitätvolles, spätgotisches Relief, das dem verstorbenen Stiftspropst Konrad Schenk von Schenkenstein († 1475) gewidmet ist. Hierauf sind auch Darstellungen der heiligen Barbara und des Salvator mundi zu sehen. Nach Westen hin schließt an die Nordvorhalle die sogenannte Marienvermähl-Kapelle an, ein zweijochiger, kreuzgewölbter Raum. Dieser gilt heute als Gründungsbau der Alten Kapelle und als Ort der legendären Taufe des Herzogs Theodo; möglicherweise ist hier auch die Pfalzkapelle der Agilolfinger zu verorten.
Die nach Osten hin anschließenden Vituskapelle, die zwei Joche umfasst und mit einem Kreuzrippengewölbe ausgestattet ist, wurde um 1270/80 als Begräbniskapelle der bedeutenden Regensburger Patrizierfamilie Gumprecht gestiftet. Vor allem im 17. und 18. Jahrhundert galt sie (fälschlicherweise) als die legendäre, vom heiligen Rupert geweihte Marienkapelle und war dementsprechend bis um 1880 mit zahlreichen Fresken aus der Rupertusvita ausgemalt. Heute dient der Raum links der Nordvorhalle als Taufkapelle der Stiftspfarrei St. Kassian. Der wuchtige Taufstein ist romanisch stammt aus dem ausgehenden 12. Jahrhundert. Die zwölf Blendarkaden des Sandsteinbeckens erinnern an die zwölf Apostel. Daneben befinden sich in der Vituskapelle noch ein Erbärmdechristus aus Sandstein, entstanden um 1490, sowie eine Holzfigur des namensgebenden Heiligen, die sein Martyrium im Ölkessel darstellt und aus der Mitte des 18. Jahrhunderts datiert. Der Raum ist mit einem schmiedeeisernen Gitter mit prachtvollem Akanthusrankwerk von der Nordvorhalle abgetrennt. Dies entstand ursprünglich um 1690 und musste nach dem Bombentreffer im Zweiten Weltkrieg durch eine originalgetreue Nachbildung von Ludwig Steger ersetzt werden.

### Papst-Benedikt-Orgel

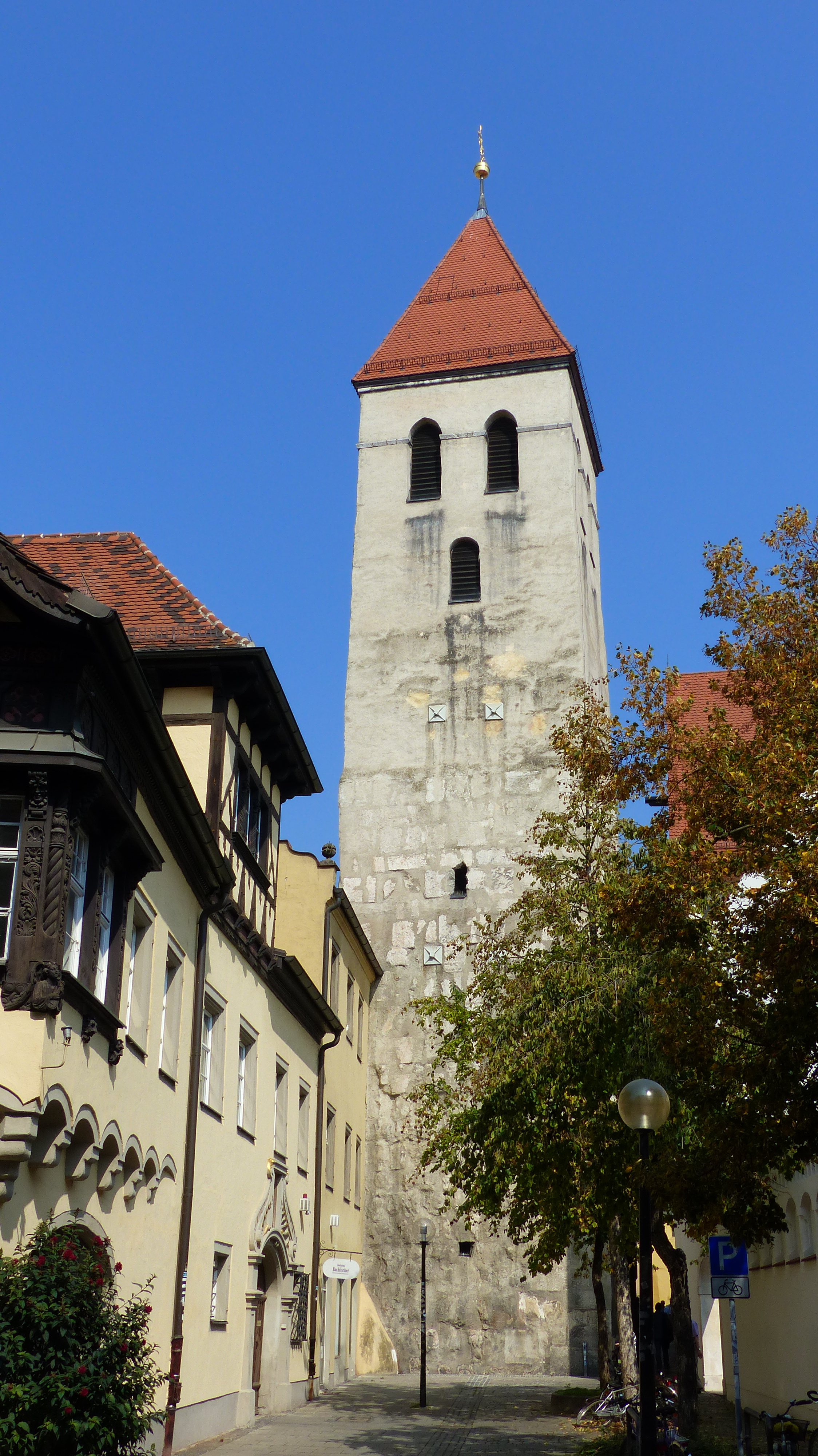
Glockenturm der Stiftskirche zur Alten Kapelle

### Glocken
Aus dem freistehenden, romanischen Turm erklingt ein vierstimmiges Salve-Regina-Geläut mit der Schlagtonfolge d1–fis1–a1–h1. Dabei stammen die zweitgrößte und die kleinste Glocke aus dem 13. Jahrhundert und gehören somit zu den ältesten im Bistum Regensburg. Sie wurden im Jahr 1247 von einem gewissen „Fridericus“ gegossen. Die größte Glocke wurde 1777 im Zuge der Rokoko-Umgestaltung der Alten Kapelle bei Johann Florido in Straubing in Auftrag gegeben. Die zweithöchste Glocke goss Rudolf Perner aus Passau dagegen erst im Jahr 1971. Außerdem ist noch eine fünfte Glocke vorhanden, die ebenfalls im Jahr 1247 von Fridericus gegossen wurde. Diese ist aber aufgrund ihres schlechten Zustandes heute außer Betrieb. Die Glocken im Einzelnen:
| Glocke | Gussjahr | Gießer                    | Gewicht | Durchmesser | Schlagton |
| ------ | -------- | ------------------------- | ------- | ----------- | --------- |
| 1      | 1777     | Johann Florido, Straubing | 2560 kg | 1561 mm     | d1-9      |
| 2      | 1247     | Fridericus                | 1400 kg | 1215 mm     | fis1-5    |
| 3      | 1971     | Rudolf Perner, Passau     | 0490 kg | 0956 mm     | a1-3      |
| 4      | 1247     | Fridericus                | 0500 kg | 0992 mm     | h1-1      |
|        | 1247     | Fridericus                | ?       | ?           | g1-9      |